# Iserlohn
Iserlohn (westfälisch Iserlaun, Iserliaun, aus mittelniederdeutsch îse(r)n-lô(ch). „Eisenwald“ – Betonung liegt auf der letzten Silbe -lohn.) ist eine große kreisangehörige Stadt sowie Mittelstadt im Märkischen Kreis (Regierungsbezirk Arnsberg) in Nordrhein-Westfalen und mit rund 93.000 Einwohnern die größte Stadt des Märkischen Kreises und des Sauerlandes.
Erste Siedlungsspuren im Stadtgebiet sind über 1000 Jahre alt, die Gründung der Stadt liegt etwa 770 Jahre zurück. Im 18. und 19. Jahrhundert erlebte Iserlohn dank der Metallindustrie einen wirtschaftlichen Aufschwung und war jahrzehntelang zweitgrößte Stadt Westfalens (nach Münster). Heute ist die Wirtschaft neben der Metallweiterverarbeitung vor allem durch chemische und medizinische Produktion und Dienstleistungen geprägt.
Iserlohn hat unter anderem durch den Eishockeyverein Iserlohn Roosters, die Dechenhöhle und das Bier der Privatbrauerei Iserlohn Bekanntheit erlangt. Die Stadt gehört zur europäischen Metropolregion Rhein-Ruhr. Sie ist zweifacher Hochschulstandort und war Gastgeber des von Studenten organisierten Campus Symposiums, einer internationalen Wirtschaftskonferenz. Wegen der großen Waldflächen im Stadtgebiet führt Iserlohn den Beinamen „Waldstadt“.

## Geografie

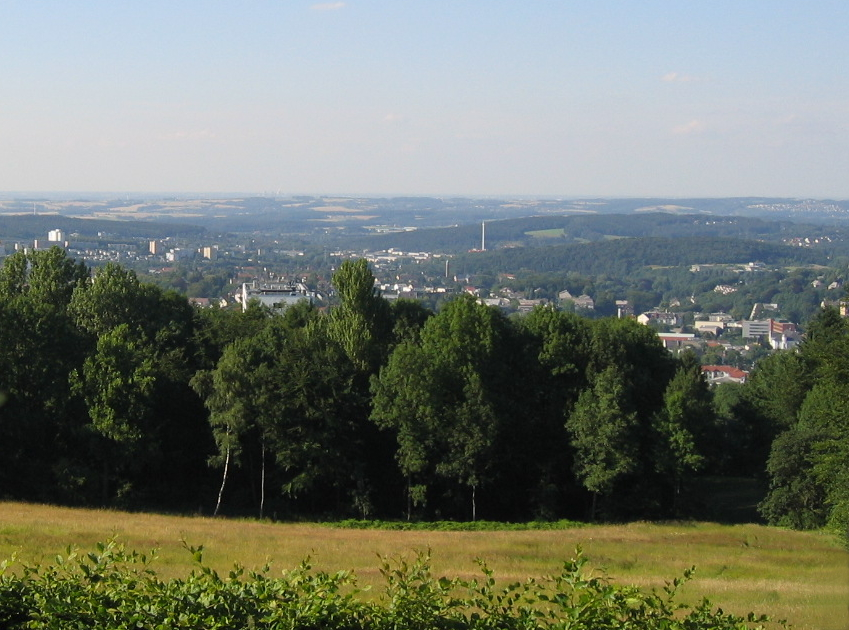
Blick über Iserlohn

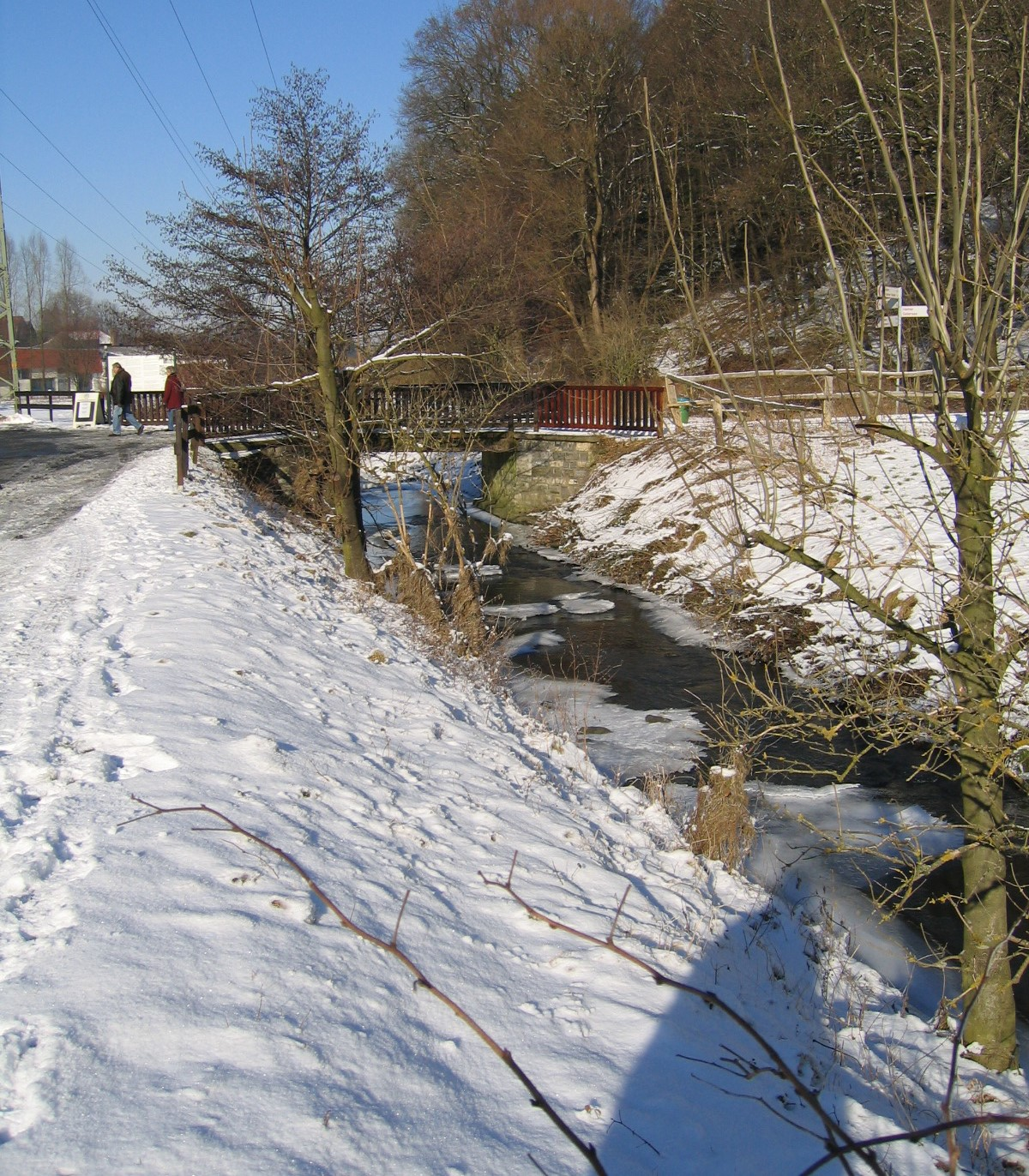
Baarbach

### Lage

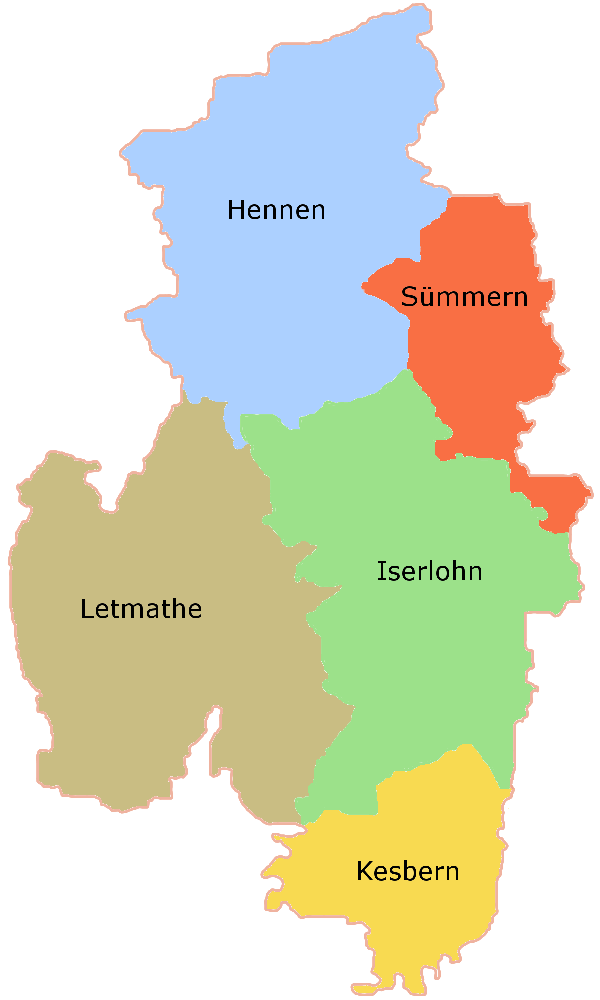
Ehemalige Gemeinden im Stadtgebiet von Iserlohn

Iserlohn liegt in Südwestfalen und grenzt unmittelbar an das Ruhrgebiet. Das Stadtgebiet ist Teil des Sauerlandes und weist große Waldflächen im Stadtwald, im Seilerwald und Auf der Humpfert in Letmathe auf.
Das Stadtgebiet wird im Westen auf einer Länge von 7,2 km von der Lenne durchquert und von der Ruhr im Norden zum Kreis Unna hin begrenzt, die eine Länge von 7,5 km im Stadtgebiet aufweist. Wichtige Bäche sind der Grüner Bach, der in die Lenne fließt, und der Baarbach, der im Norden in die Ruhr mündet. Der Baarbach ist samt Quellbach 18 km lang und damit das längste Gewässer in Iserlohn. Das Kernstadtgebiet und die Gebiete nördlich davon gehören zum Niedersauerland, während die – außerhalb der Stadtgrenzen – bis 546 m hohe Iserlohner Höhe, die sich südlich an die Kernstadt anschließt, Teil des Märkischen Oberlandes ist.
Das Stadtgebiet erstreckt sich über das Tal der Ruhr mit dem niedrigsten Punkt Iserlohns (zirka 106 m ü. NN) im Norden bis zu den Höhen des Naturparks Sauerland-Rothaargebirge im Süden mit einer Distanz von 18,5 km. Die maximale Ausdehnung von Westen nach Osten beträgt nur 10,7 km. Der höchste Punkt ist mit 493,9 m ü. NN der Rüssenberg auf der Iserlohner Höhe im Süden der Gemarkung Kesberns. Das Stadtzentrum liegt in einer Höhe von 250 m ü. NN. Weitere nennenswerte Berge sind der Stuckenberg (451,4 m) südöstlich der Kernstadt, die Hilkenhöhe (441,7 m) im Süden Lössels und der Fröndenberg (390,5 m) süd(west)lich der Kernstadt, auf dem der Danzturm steht.
Die Gesamtfläche Iserlohns beträgt 12.551 Hektar (ha). Auf Gebäude und Freiflächen entfallen 2088 ha, auf Verkehrsflächen 849 ha und auf Betriebsgelände 57 ha. 74,1 % der Fläche Iserlohns sind Grünflächen. Davon sind 211 ha Sport- und Grünanlagen sowie Campingplätze, 4562 ha landwirtschaftliche Flächen und 4526 ha Wald. Hinzu kommen noch 117 ha Gewässer und 141 ha Übungsgelände und sonstige Flächen. Eine grobe Einteilung des Stadtgebiets zeigt eine eher landwirtschaftliche Prägung des nördlichen Drittels, während das südliche Drittel von Wäldern beherrscht wird. Der mittlere Bereich ist ein breiter Siedlungsstreifen, der von einer Stadtgrenze zur anderen verläuft.

### Stadtgliederung
Iserlohn ist offiziell nicht in Stadtbezirke gegliedert. Bei der kommunalen Neugliederung zum 1. Januar 1975 wurden die Städte Iserlohn und Letmathe sowie mehrere kleine Gemeinden zusammengeschlossen. Die heutigen Ortsteile lassen sich den damaligen Gemeinden wie folgt zuordnen. Zu (Alt-)Iserlohn zählen die Innenstadt mit Randgebieten und die Stadtteile Wermingsen, Nußberg, Gerlingsen, Hombruch, Iserlohner Heide, Dröscheder Feld und Obergrüne. Im Nordosten liegt Sümmern mit den Ortsteilen Griesenbrauck und Rombrock. Im Norden befindet sich Hennen mit Rheinen, Drüpplingsen, Kalthof, Leckingsen, Refflingsen und Rheinermark. Im Westen die ehemalige Stadt Letmathe mit den zugehörigen Ortsteilen Dröschede, Oestrich, Stübbeken, Grürmannsheide, Genna, Lössel, Untergrüne, Pillingsen, Lasbeck und Roden. Ganz im Süden der Stadt liegt schließlich Kesbern mit den Dörfern Attern, Wixberg, Dahlsen und Hegenscheid.
In den Stadtteilen Hennen und Letmathe hat die Stadt Iserlohn Bürgerbüros eingerichtet.

### Nachbargemeinden
Die Nachbargemeinden Iserlohns von Westen im Uhrzeigersinn: kreisfreie Stadt Hagen, im Kreis Unna Schwerte, Holzwickede und Fröndenberg, im Märkischen Kreis Menden, Hemer, Altena und Nachrodt-Wiblingwerde.

### Geologie

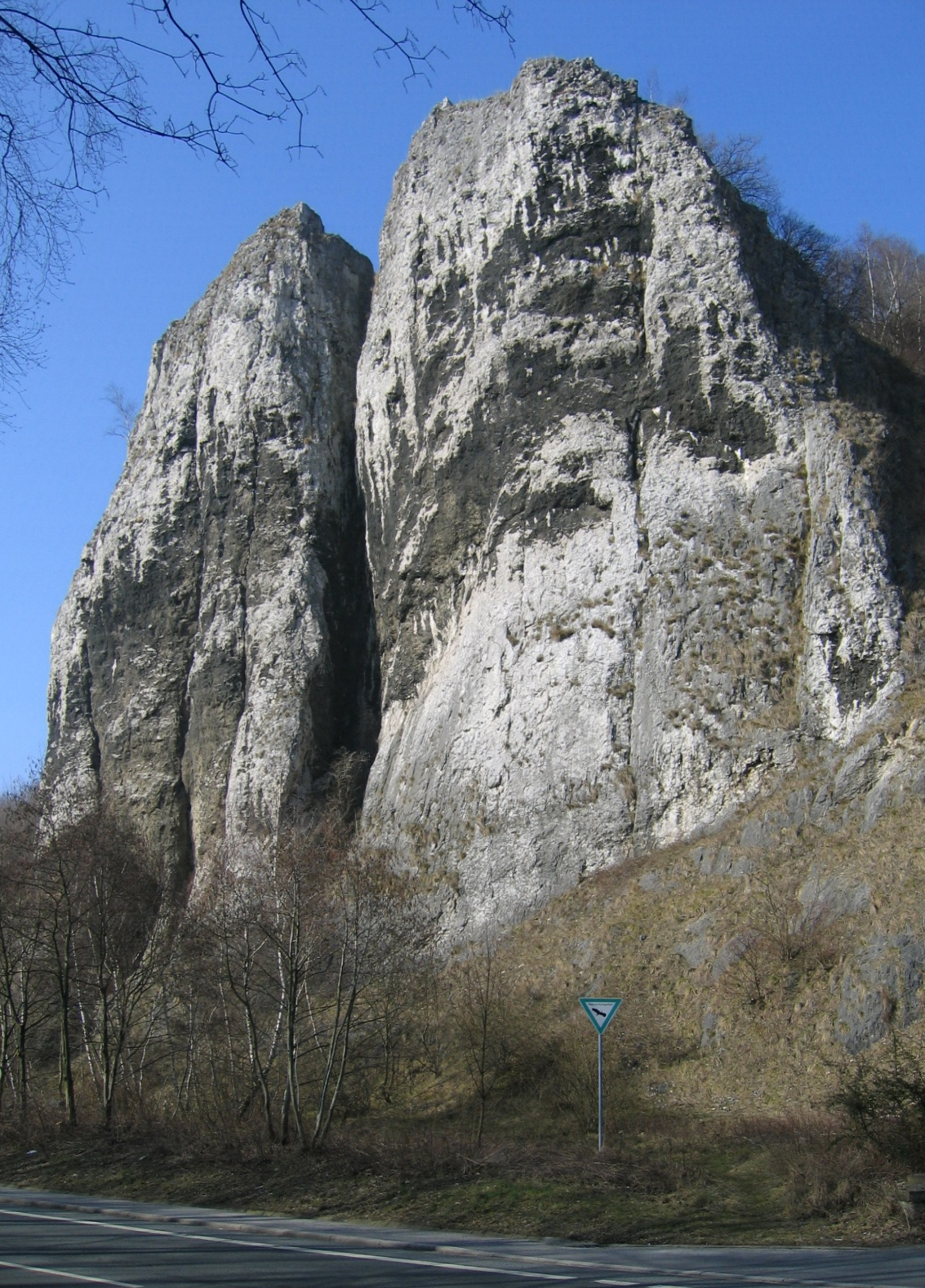
Pater und Nonne

Geologisch ist der Iserlohner Raum Teil des Rechtsrheinischen Schiefergebirges. Die Gesteine stammen vor allem aus den Epochen Mitteldevon bis Oberkarbon (vor etwa 390 bis 260 Millionen Jahren). Der Gebirgsbau des Gebietes wird durch den variszisch angelegten Remscheid-Altenaer Sattel dominiert, dessen Scheitellinie in Richtung Westsüdwest–Ostnordost durch den Süden Iserlohns verläuft. Dieser Bereich gehört zur Hochfläche des Märkischen Oberlandes, das nach Norden hin steil abfällt. Hier treten die etwa 390 Millionen Jahre alten aus dem Givetium/Mitteldevon stammenden Unteren Honseler Schichten zu Tage. Aufgeschlossen sind diese am Honsel, am Emberg und am Fröndenberg. Im Bereich der Innenstadt liegen die kalk- und erzhaltigen Oberen Honseler Schichten, ebenfalls aus dem Mitteldevon. Die markanteste Felsformation ist der Bilstein, auf dem die mittelalterliche Stadt errichtet wurde.
Nördlich daran schließt sich ein Band mit mitteldevonischem Massenkalk an, das von Hagen bis Balve reicht. Infolge der intensiven Verkarstung des Karbonatgesteins bildeten sich einige weitläufige Höhlensysteme. Von den über 80 im Iserlohner Raum bekannten Höhlen ist die Dechenhöhle die bekannteste Tropfsteinhöhle. Weitere große Höhlen sind die 850 m lange „Emsthöhle“ am Südhang der Emst, die etwa 750 m lange Kreuzhöhle (benannt nach dem „Eisernen Kreuz“, das direkt über der Höhle liegt) und die nahe der Dechenhöhle gelegene, bis auf 800 m erforschte Knitterhöhle. Da der hintere Teil unter Wasser steht, ist die tatsächliche Länge noch unbekannt. Zu nennen ist auch die Grürmannshöhle in Letmathe, die 30 m in die Felsformation „Pater und Nonne“ hineinragt. Zumeist weisen diese Höhlen Sintervorkommen auf.
Nördlich der Massenkalkvorkommen liegt ein Höhenzug aus Sandstein- und Kulm-Kieselschieferschichten (Humpfert, Seiler). Daran schließen sich die niedersauerländischen Heiden an, in denen Böden aus Tonstein dominieren. Der Bereich südlich der Ruhr ist geprägt von eiszeitlichen Lößanwehungen und anderen eiszeitlichen Spätfolgen, wie etwa einer Endmoräne, die während der bis zum Haarstrang reichenden Saale-Eiszeit über die Ruhr kam.

### Klima
Die Stadt liegt in einer gemäßigten Klimazone. Das Höhenklima ist atlantisch geprägt. Der Juli ist mit durchschnittlich 16,7 °C der wärmste und der Januar mit 1,4 °C der kälteste Monat. Die mittlere Jahrestemperatur liegt bei 8,9 °C. Die durchschnittliche Niederschlagsmenge beträgt 973 Liter pro Quadratmeter. Sie ist im Juni mit einer durchschnittlichen Niederschlagsmenge von 105 Litern pro Quadratmeter am größten.
|                       | Jan  | Feb  | Mär  | Apr  | Mai  | Jun   | Jul  | Aug  | Sep  | Okt  | Nov  | Dez  |   |       |
| Mittl. Tagesmax. (°C) | 3,2  | 4,6  | 7,8  | 12,2 | 16,9 | 19,8  | 21,6 | 21,4 | 17,2 | 12,8 | 6,9  | 3,4  | ⌀ | 12,4  |
| Mittl. Tagesmin. (°C) | −0,5 | −0,3 | 1,5  | 3,9  | 8,1  | 10,5  | 12,7 | 12,5 | 9,6  | 6,7  | 3,1  | 0,0  | ⌀ | 5,7   |
|                       |      |      |      |      |      |       |      |      |      |      |      |      |   |       |
| Niederschlag (mm)     | 82,3 | 59,8 | 79,3 | 75,8 | 77,3 | 105,4 | 94,8 | 80,1 | 74,4 | 67,9 | 82,8 | 93,0 | Σ | 972,9 |
|                       |      |      |      |      |      |       |      |      |      |      |      |      |   |       |
| Sonnenstunden (h/d)   | 1,8  | 2,5  | 3,5  | 5,1  | 5,8  | 6,4   | 6,1  | 5,9  | 4,6  | 3,6  | 1,7  | 1,5  | ⌀ | 4     |
|                       |      |      |      |      |      |       |      |      |      |      |      |      |   |       |
| Regentage (d)         | 18,7 | 17,8 | 19,3 | 14,2 | 15,5 | 15,2  | 17,0 | 14,5 | 15,8 | 16,8 | 20,9 | 19,4 | Σ | 205,1 |

| −0,5 |

| −0,3 |

| 1,5 |

| 3,9 |

| 8,1 |

| 10,5 |

| 12,7 |

| 12,5 |

| 9,6 |

| 6,7 |

| 3,1 |

| 0,0 |

| −0,5 |

| −0,3 |

| 1,5 |

| 3,9 |

| 8,1 |

| 10,5 |

| 12,7 |

| 12,5 |

| 9,6 |

| 6,7 |

| 3,1 |

| 0,0 |

| N i e d e r s c h l a g | 82,3 | 59,8 | 79,3 | 75,8 | 77,3 | 105,4 | 94,8 | 80,1 | 74,4 | 67,9 | 82,8 | 93,0 |
|                         | Jan  | Feb  | Mär  | Apr  | Mai  | Jun   | Jul  | Aug  | Sep  | Okt  | Nov  | Dez  |

## Geschichte

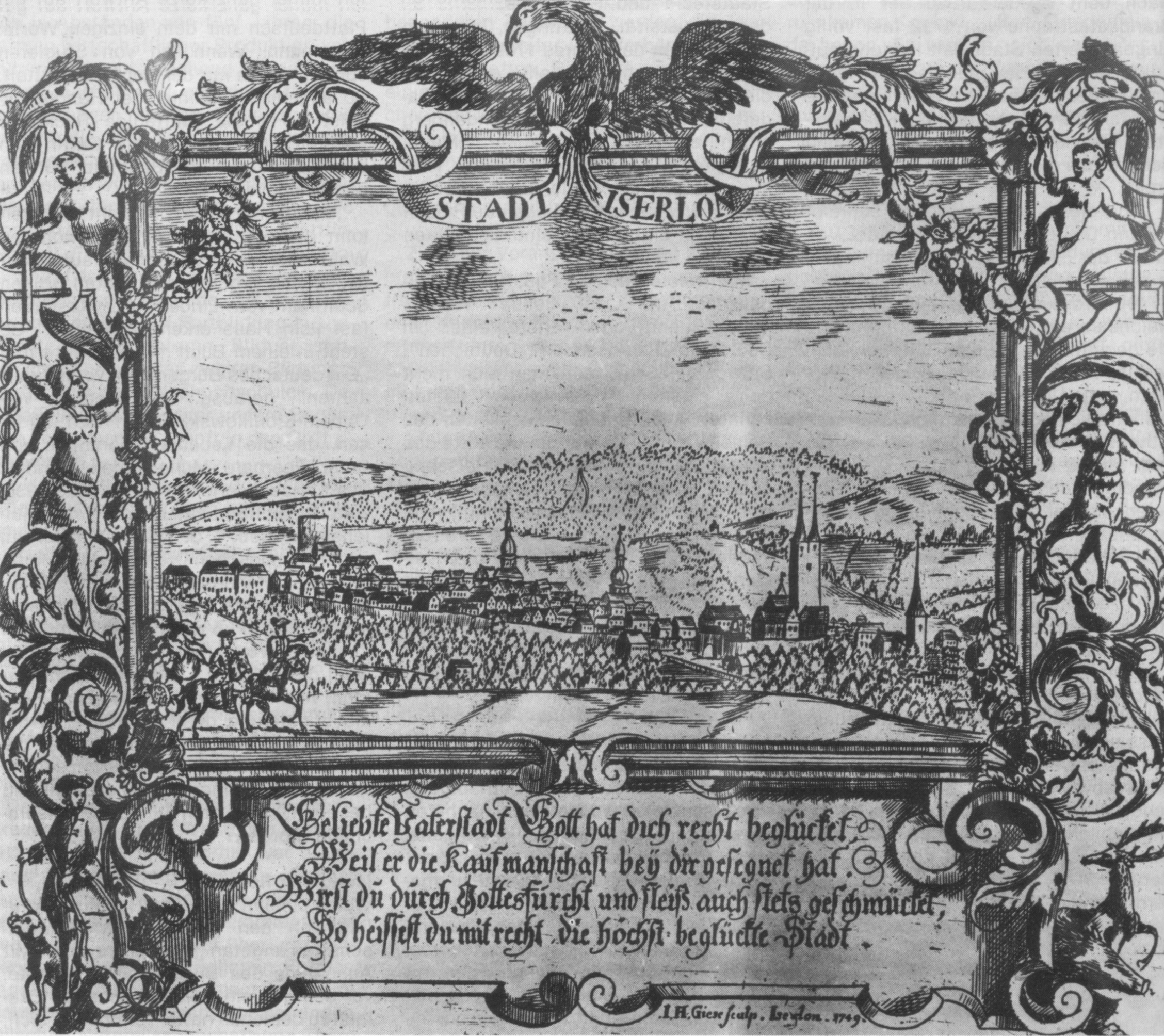
Stadtansicht um 1750
(Kupferstich von J. H. Giese)

### Erste Siedlung und Stadtentstehung (bis 13. Jahrhundert)
Menschliche Spuren im Stadtgebiet wurden bis auf die mittlere Altsteinzeit vor etwa 42.000 Jahren und folgende Jahrtausende datiert. Die Funde auf dem Oestricher Burgberg, in der Martinshöhle, auf der Grürmannsheide und in der Grürmannshöhle, darunter Werkzeuge und menschliche Knochen, deuten auf vorübergehende Aufenthalte nomadisierender Stämme hin. Die zahlreichen Iserlohner Höhlen boten über Jahrtausende Schutz für Menschen und Tiere. Ab der Jungsteinzeit (ab 4500 v. Chr.) war der Iserlohner Raum dauerhaft besiedelt. Neben den genannten Fundorten sind auch Funde in Dröschede, Sümmern, Hennen sowie auf dem Honsel, dem Schälk und dem Stübbeken dieser Epoche zuzuordnen. Geräte für den Ackerbau, Beile aus Grauwackenquarzit und Breitkeile gehören zu diesen Funden. Aus der Bronzezeit stammen ein Silexdolch, bronzene Waffen sowie Becher. Aus der frühen nachchristlichen Zeit (5.–7. Jh.) gibt es einige Schmuckfunde.
Siedlungsspuren im Lägertal lassen auf eine dauerhafte Besiedlung des Innenstadtbereichs ab dem 6. Jahrhundert n. Chr. schließen. Das älteste Gebäude der Stadt, die Pankratiuskirche, wurde im späten 10. Jahrhundert erbaut und wahrscheinlich 985 geweiht. 1059 wurde in einer Urkunde des Klosters Liesborn eine Siedlung erwähnt, womit möglicherweise das heutige Iserlohn gemeint war. 1124 wird eine Siedlung namens Yslo in einem päpstlichen Besitzstandsbuch genannt. Die erste zweifelsfreie urkundliche Erwähnung Iserlohns datiert auf das Jahr 1150 als Lon. Der Name Lon stammt vom mittelniederdeutschen Begriff lô(ch) (vgl. althochdeutsch lôh), der Wald bedeutet. Schon bald tauchte die Kombination mit dem Begriff îse(r)n = Eisen auf, was auf die frühe Kenntnis der reichen Eisenerzvorkommen in der Gegend hindeutet. Der Stadtname lässt sich also mit „Eisenwald“ übersetzen. (Lô(ch) ist auch Bestandteil des Namens der nördlich gelegenen Wüstung Ortlohn, der aus Nortlon hervorgegangen ist.)

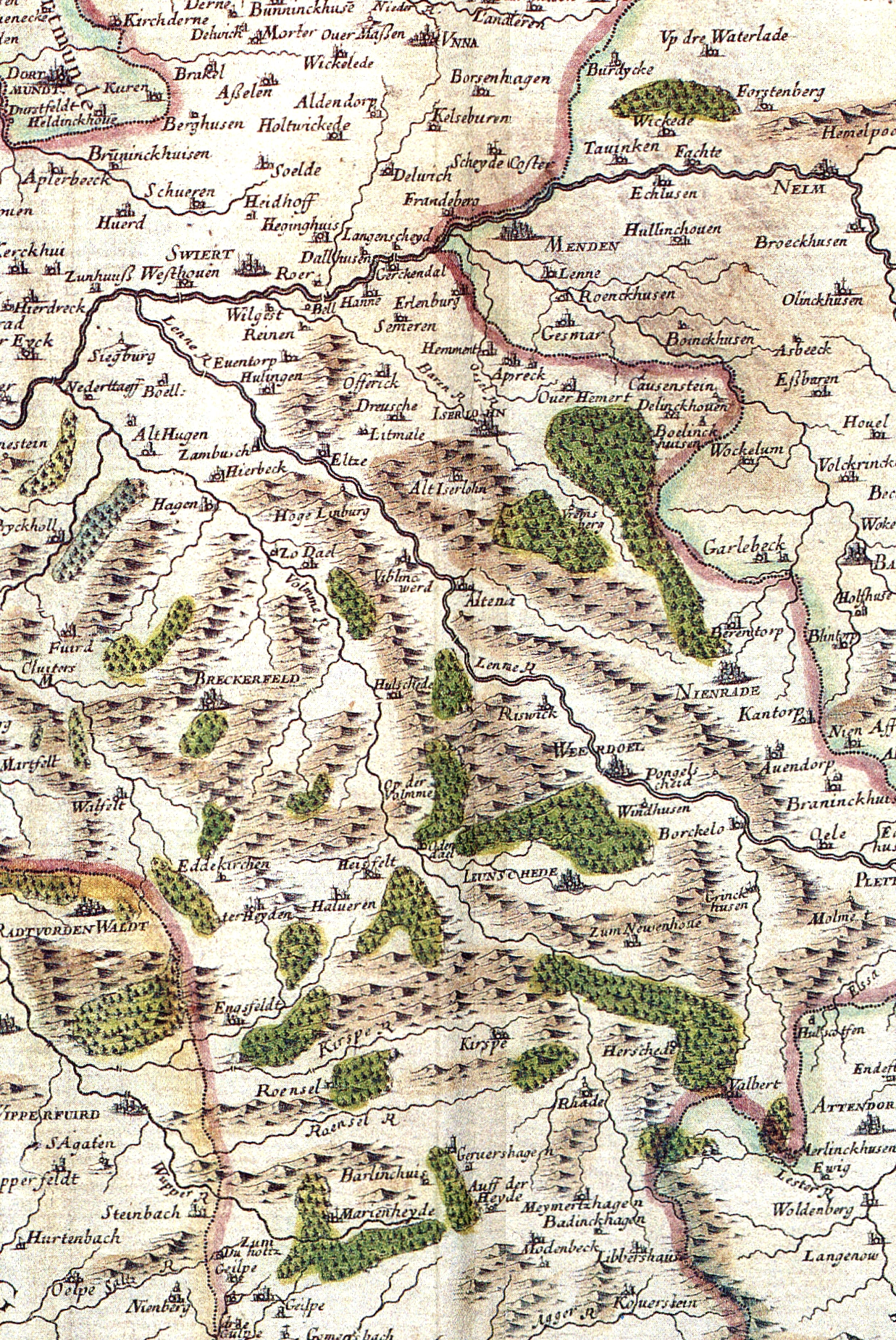
„Alt Iserlohn“ und „Iserlohn“ 1681 getrennt eingezeichnet auf der Karte Le Comte de la Marck des Kartografen S. Sanson (Kartenausschnitt)

Der Iserlohner Raum lag zur Jahrtausendwende im Einflussbereich des Erzbistums Köln, das im Sauerland viele Lehen hatte, um das Volk zu christianisieren. Weltliche Herrscher waren unter anderem die Grafen von Werl, die aber im 11. Jahrhundert Gebiete an die Herzöge von Berg verloren, die bald ein großes zusammenhängendes Gebiet im westlichen Sauerland bis an den Rhein beherrschten. 1160/1161 spalteten sich die Grafen von Altena von den Herzögen von Berg ab und teilten sich Anfang des 13. Jahrhunderts in die Grafschaften Mark und Limburg. Die Siedlung Lon lag seitdem im märkischen Gebiet. Ab 1180 waren auch die Kölner Erzbischöfe Landesherren in der Gegend und besaßen das nordöstlich gelegene Herzogtum Westfalen, das bis Menden reichte.
Iserlohn lag somit nahe den Grenzen der Grafschaft Mark zur Grafschaft Limburg bei Letmathe und dem kurkölnischen Herzogtum Westfalen bei Menden. Da das Herzogtum Westfalen Menden zur Festung ausbaute, waren die märkischen Grafen bestrebt, ebenfalls eine starke Grenzbefestigung in diesem Bereich zu errichten, die sich auch gegen die Grafschaften Arnsberg und Limburg behaupten konnte. Obwohl die Herzöge von Westfalen sich dagegen wehrten, versuchten die märkischen Grafen, die kein Recht zur Befestigung einer Stadt besaßen, immer wieder auf dem Bilstein, einem kahlen Massenkalkfelsen oberhalb der alten Siedlung Iserlohn, eine Festung zu errichten und mit Mauer und Graben zu umgeben. Die erste Stadtmauer wurde im 13. Jahrhundert als Holz-/Erdwall errichtet.
Ab 1214 war Iserlohn Sitz des gleichnamigen Dekanats. Die Stadtrechte wurden wahrscheinlich unter Adolf I. 1237 verliehen, der um 1240 auch erste Münzprägungen vornahm. Die Bestätigung der Stadtrechte durch Engelbert I. ist für 1278 belegt.

### Wachstum zur Industriemetropole (13. bis 19. Jahrhundert)
Der Holz-/Erdwall aus dem 13. Jahrhundert umgab nur einen kleinen Teil der heutigen Innenstadt. Um 1300 wurde der nördliche und östliche Teil des Walls inklusive Nordtor aufgegeben und eine teilweise doppelte Steinmauer nach Norden und Osten ausgebaut. Dadurch vervierfachte sich die befestigte Stadtfläche. Reste der Mauer sind noch heute im Bereich der Marienkirche zu sehen. Neben Mühlen- und Kirchtor bestanden nun das Westertor, das Unnaer und das Wermingser Tor. Nahe der Marienkirche („Oberste Stadtkirche“) wurden eine landesherrliche Zitadelle und Burgmannshäuser erbaut. Im Norden lag das Judenviertel.
Die Grafen bauten die Stadt ab dem 13. Jahrhundert verwaltungstechnisch weiter aus. In Urkunden von 1309 ist die Rede von einer befestigten Stadt mit eigenem Richter und Bürgermeister, 1326 wurde erstmals ein Stadtrat erwähnt. Iserlohn war eine der sechs wichtigen Städte der Grafschaft Mark neben der Haupt- und Residenzstadt Hamm sowie Kamen, Lünen, Unna und Schwerte. Die Grafen von der Mark blieben Landesherren bis 1609, ab 1392 in Personalunion mit den Grafen von Kleve. 1447 wurde Kleve ein Herzogtum (Kleve-Mark), und ab 1521 gehörte die Stadt zu den Vereinigten Herzogtümern Jülich-Kleve-Berg, zu denen auch die Grafschaft Mark gehörte.
Nach dem Jülich-Klevischen Erbfolgestreit (1609–1614) wurde die Grafschaft Mark vom Kurfürstentum Brandenburg übernommen und gehörte seitdem zu Brandenburg-Preußen, dem späteren (ab 1701) Königreich Preußen.

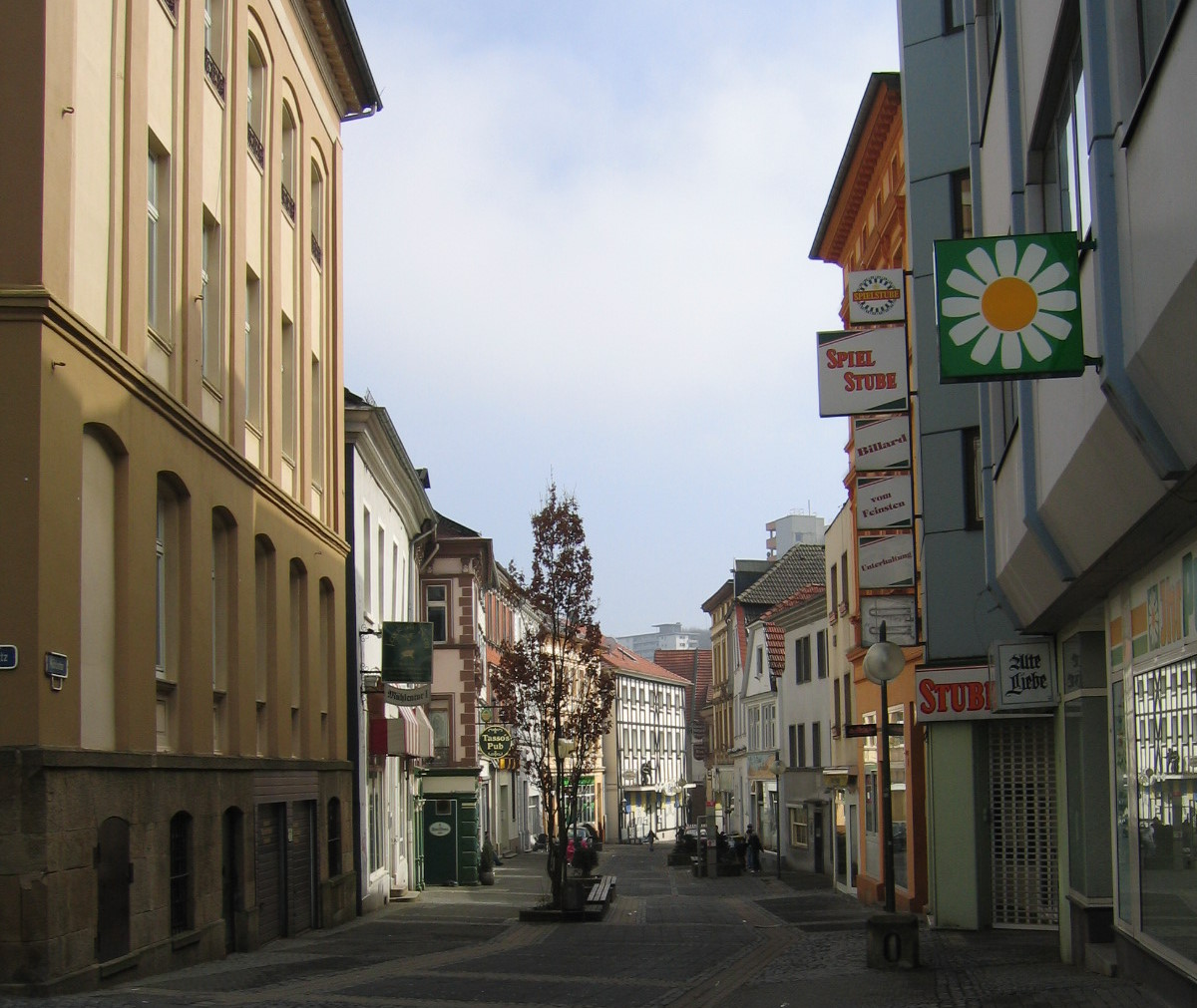
„Mühlentor“

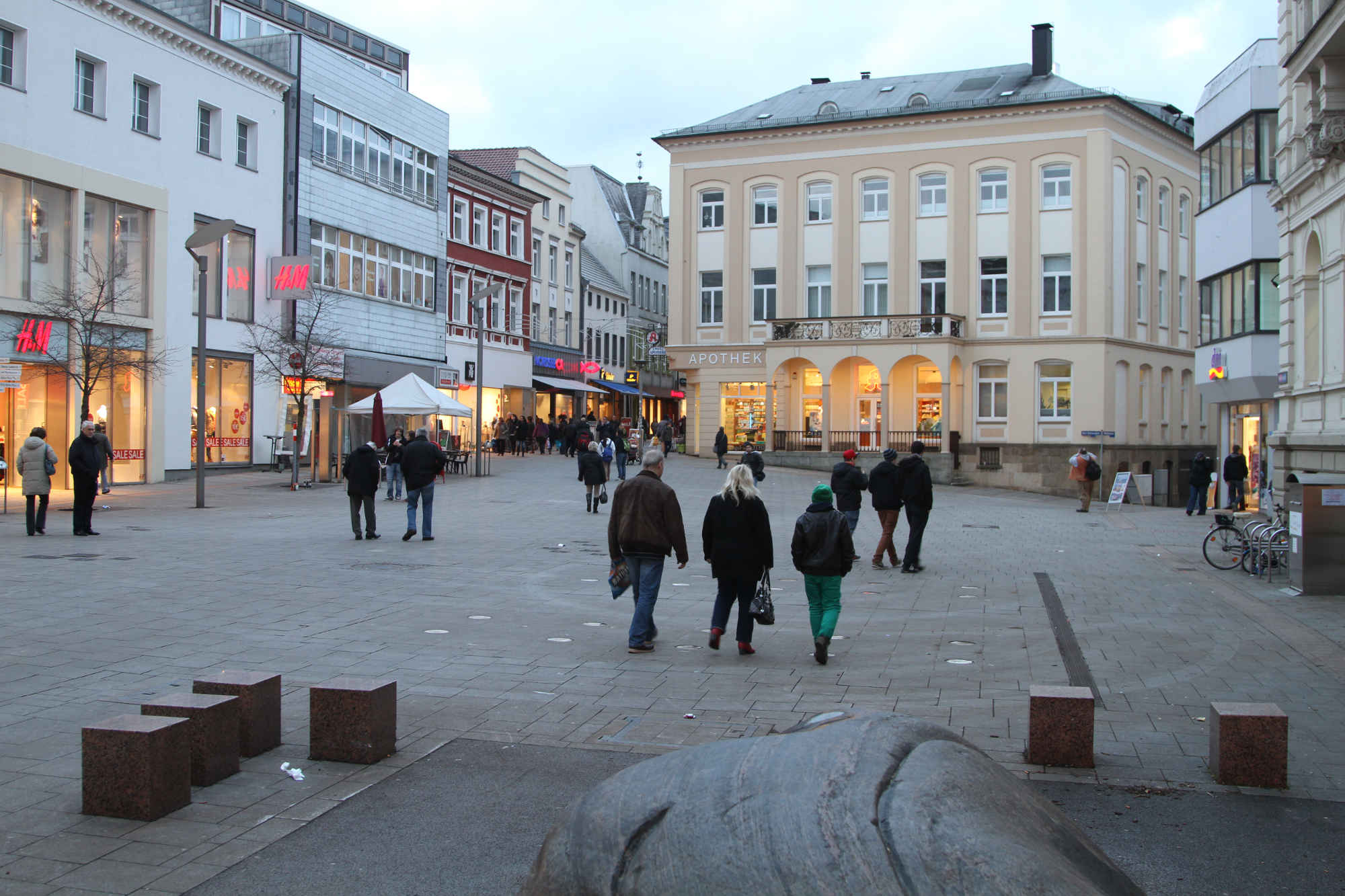
Alter Rathausplatz mit Blick auf die Engel-Apotheke

Mit ursprünglich etwa 10 Hektar Grundfläche gehörte Iserlohn zu den mittelalterlichen Kleinstädten. Sie war zunächst durch ihren Festungscharakter und ihre relativ schlechte Verkehrslage gekennzeichnet. Die Trennung der Verwaltungseinheiten Alt-Iserlohn um die Pankratiuskirche sowie Festungsstadt und Zitadelle nahe der Marienkirche (heute Oberste Stadtkirche) bestand noch bis Anfang des 19. Jahrhunderts.
Die Entwicklung Iserlohns hängt eng mit der industriellen Entwicklung zusammen. In der Anfangszeit der Metallverarbeitung im Spätmittelalter wurde Eisenerz ringsum an den Berghängen abgebaut und über Holzfeuern und später in Öfen geschmolzen. Brennholz lieferten die umliegenden Wälder. Ab dem 14. Jahrhundert entstanden die ersten von Wasserkraft betriebenen Eisenhämmer im Grüner Tal und am Baarbach. Osemundeisen von hoher Qualität wurde hergestellt. Im Innenstadtbereich wurde vom 15. bis zum 19. Jahrhundert zudem das Zinkmineral Galmei gefördert. Im Mittelalter war die Produktion von Rüstungen von großer Bedeutung, wie auch ein in Iserlohn hergestelltes Panzerhemd im Londoner Tower belegt. Die mittelalterliche Herstellung von Rüstungen verlor mit dem Aufkommen von Feuerwaffen an Bedeutung. Stattdessen wurden unter dem Oberbegriff Panzerwaren eine Vielzahl von Produkten aus Draht hergestellt.
Wie in den meisten Städten im Mittelalter und der frühen Neuzeit wüteten auch in Iserlohn mehrere Stadtbrände, von denen sich die Stadt jeweils nur langsam wieder erholte. Mindestens neun große Brände sind überliefert: von 1448, 1510, 1530, 1616, 1635, 1665, 1677, 1685, 1712. Eine Ursache für die Brände waren neben der dichten Bebauung von Fachwerkhäusern auch die metallverarbeitenden Betriebe in der Stadt, die mit Feuer arbeiteten. Die Betriebe zogen nach und nach in das Umland, und in der Innenstadt siedelten vermehrt Kaufleute, Handwerker und Kleingewerbe.
Ab dem 18. Jahrhundert stieg Iserlohn zu einer der wichtigsten Industriestädte Preußens auf. 1690 wurden erstmals Nadeln produziert, und im Lauf der folgenden Jahrzehnte entwickelten sich die Nadel- und die Drahtherstellung zu den wichtigsten Industriezweigen. Die Iserlohner Nadeln waren ein weltweiter Exportschlager. Auch Produkte der Bronze- und Messingindustrie zählten zu den bedeutenden Gütern der Stadt. Zu den Spezialitäten gehörten die Iserlohner Tabakdosen. Die großen Metallverarbeitungsbetriebe wurden vermehrt am Stadtrand angesiedelt, während in der Innenstadt viele Kaufmannshäuser entstanden. Die Iserlohner Kaufleute trieben Handel mit Städten in ganz Europa und teilweise darüber hinaus.

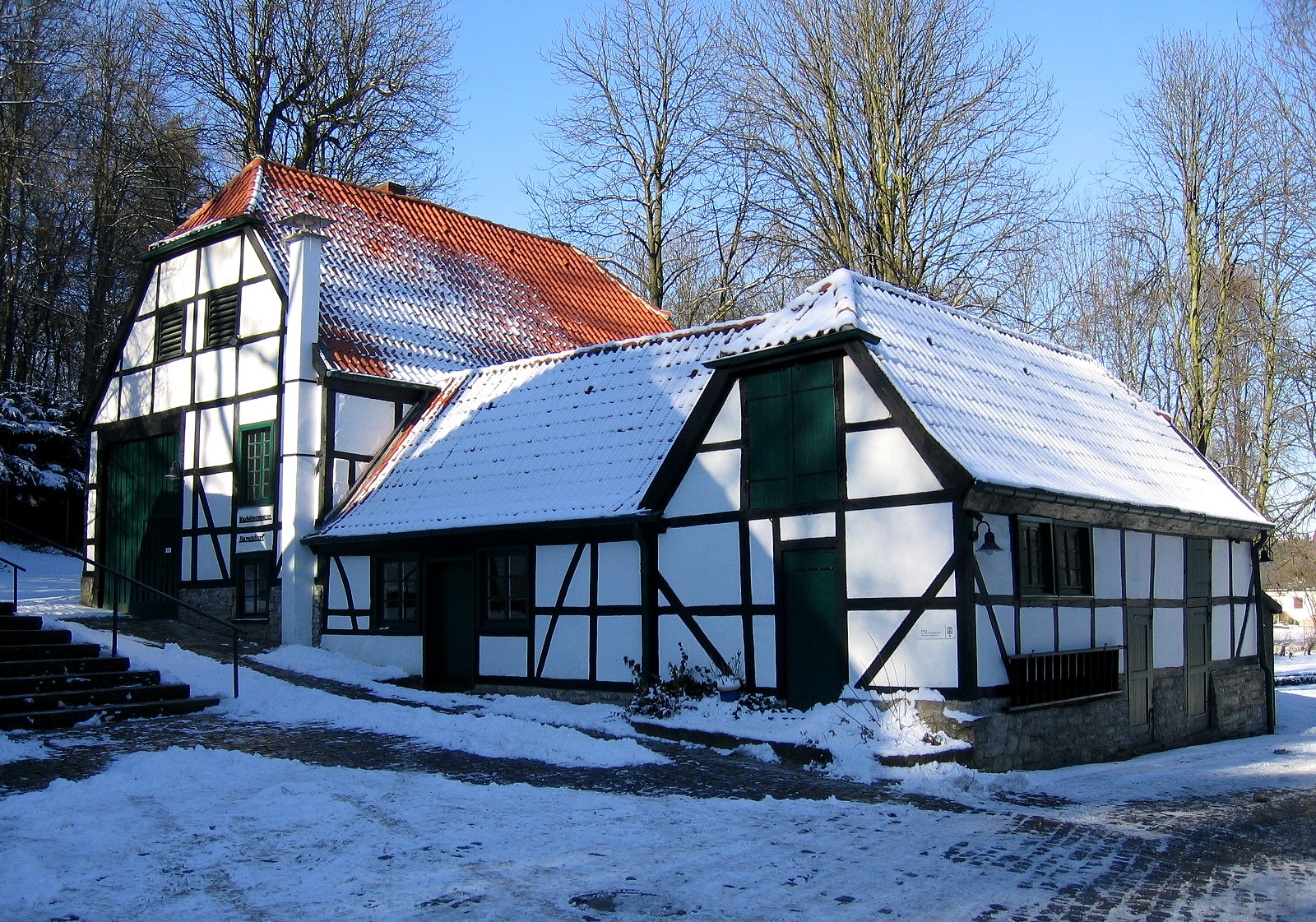
Nadelmuseum Barendorf

Um 1800 bildete der Raum Iserlohn mit seiner Draht-, Nadel-, Messing-, Bronze- und Seidenindustrie, zusammen mit der südlich angrenzenden Region um Altena und Lüdenscheid, eines der weltweit größten Industriegebiete. Bis weit ins 19. Jahrhundert hinein war Iserlohn die größte Industriestadt Westfalens und eine der reichsten Handelsstädte Preußens.
Die Wirtschaft wurde durch die zahlreichen Kriege Preußens negativ beeinflusst, was zu vorübergehenden Exporteinbußen führte. Auch die französische Besetzung Anfang des 19. Jahrhunderts und die damit einhergehende Kontinentalsperre hemmten das wirtschaftliche und städtische Wachstum. Von 1808 bis 1813 gehörte Iserlohn zum Ruhrdepartement im Großherzogtum Berg. Danach fiel es wieder an Preußen und kam nun zur Provinz Westfalen in den Regierungsbezirk Arnsberg. Iserlohn wurde 1817 Sitz des damaligen Kreises Iserlohn. Es folgte noch einmal eine wirtschaftliche Blütezeit von etwa 20 Jahren.
Der wirtschaftliche Aufschwung brachte soziale Probleme mit sich. Iserlohn als früh industrialisierte Gemeinde war einer der Kernorte der frühen Arbeiterbewegung. In der Stadt ereignete sich 1840 einer der ersten Streiks in der Metallindustrie. Nach dem Scheitern der Revolution von 1848/49 kam es zu vermehrten Protesten der Bevölkerung, und so sollten im Mai 1849 die Aufständischen mit Hilfe der Landwehr in Zaum gehalten werden. Diese Pläne der preußischen Regierung brachten die Bevölkerung in Rage, und es kam mit der Besetzung des Zeughauses zum Iserlohner Aufstand.
Ab Mitte des 19. Jahrhunderts stagnierte die Metallindustrie aus mehreren Gründen. Die Iserlohner Metallbetriebe waren stark auf Wasserkraft angewiesen, die die Bäche im Stadtgebiet wegen der Vielzahl der Betriebe aber nicht mehr in ausreichendem Maße liefern konnten, so dass in der Folge einige Betriebe zur Lenne oder Ruhr abwanderten. Im Ruhrgebiet konnten zudem mit modernen Methoden besserer Stahl und bessere Produkte hergestellt werden. Außerdem wurden die Eisenbahn-Hauptstrecken (zum Beispiel die Ruhr-Sieg-Strecke) nicht direkt durch Iserlohn geführt, sondern es wurden lediglich zwei Nebenstrecken gebaut. 1860 wurde der Bahnhof Letmathe an der Hauptstrecke Hagen–Siegen eröffnet, die Bahnstrecke Letmathe–Fröndenberg und die Ardey-Bahn (Iserlohn–Dortmund) kamen 1864 beziehungsweise 1910 hinzu.
Trotz der wirtschaftlichen Probleme blieben viele mittelständische Betriebe der Metallindustrie in Iserlohn erhalten. Noch heute erinnern einige Straßennamen in der Innenstadt an die große Zeit des Erzbergbaus und der Weiterverarbeitung (unter anderem Galmeistraße, Bergwerkstraße, Stahlschmiede).

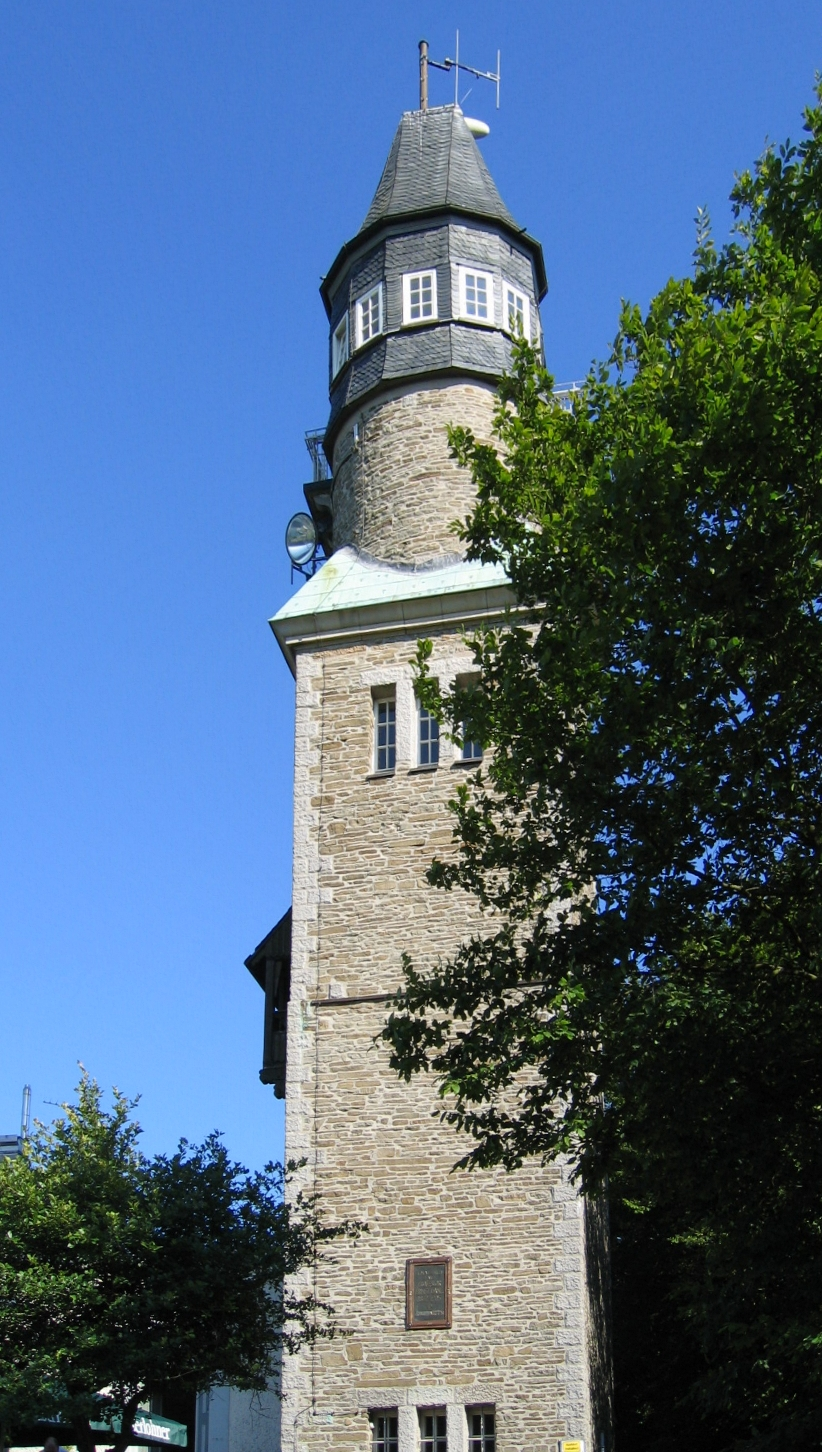
Danzturm

In den 1830er Jahren wurde die optische Telegrafenlinie Berlin–Koblenz gebaut, die auch das Sauerland berührte, und 1833 wurde eine Station der Telegrafenlinie auf dem Iserlohner Fröndenberg errichtet. Nach Einführung der elektrischen Telegrafie wurde der Betrieb knapp 20 Jahre später wieder eingestellt. 1909 wurde an das Gebäude der Station der Danzturm gebaut, das heutige Wahrzeichen der Stadt. Dort befindet sich heute eine Nachbildung der optischen Telegrafenstation.
Beim Ausbau der Bahnstrecke von Iserlohn nach Letmathe wurde 1868 die Dechenhöhle entdeckt, die noch heute als Schauhöhle eine der wichtigsten Sehenswürdigkeiten ist.

### Die Stadt im 20. und 21. Jahrhundert
Der Bevölkerungszuwachs als Folge der Industrialisierung führte zu einer rasanten Vergrößerung des bebauten Stadtgebietes. Rund um die Stadt entstanden neue Wohngebiete, die mit öffentlichen Mitteln gefördert wurden, beispielsweise in der Gegend von Bömberg und Läger. In den 1930er Jahren kamen Erweiterungen in Wermingsen und im Westen der Stadt hinzu. 1907 wurde Iserlohn kreisfreie Stadt, blieb aber bis 1974 Sitz des Kreises Iserlohn.
In den 1930er Jahren erstarkte die NSDAP auch in Iserlohn. Bei den Kommunalwahlen 1929 erreichte die NSDAP 2,4 %, bei den Reichstagswahlen am 5. März 1933 40,4 % und den Kommunalwahlen im März 1933 schon 42,5 %. Am 27. April 1933 wurde der Oberbürgermeister Richard Gertenbach ohne Angabe von Gründen „beurlaubt“; die Geschäfte wurden kommissarisch von Regierungsobersekretär Walter Riedel fortgeführt. Einflussreicher Lokalpolitiker der NSDAP war Willy Kölker.
Nach einem Mordanschlag auf den führenden Nationalsozialisten Hans Bernsau vor dem Bahnhof am 16. Januar 1933 kam es zu Hetzkampagnen gegen Kommunisten. Ein tatverdächtiger Iserlohner wurde im September 1933 zum Tode verurteilt. Bei den Novemberpogromen 1938 wurden die Synagoge an der Mendener Straße und zahlreiche jüdische Geschäfte zerstört.
Ab 1934 wurde aufgrund der Aufrüstung der Wehrmacht mit dem Bau dreier Kasernen begonnen. Iserlohn wurde Garnisonsstadt.
Im Zweiten Weltkrieg blieb die Stadt weitgehend von Zerstörungen verschont. Im April 1945 zogen sich verbliebene Truppenteile der Wehrmacht aus dem Ruhrkessel nach Iserlohn zurück. Am Abend des 13. April begann die Bombardierung durch amerikanische Truppen, die fast drei Tage andauerte, aber nur geringe Schäden verursachte. Zu den Zeugnissen dieser Zeit zählt der Luftschutzstollen Altstadt, der 2000 Schutzsuchenden eine Zuflucht bot. Der Wehrmachtkommandant Albert Ernst erkannte die Aussichtslosigkeit der Lage und war nach einem amerikanischen Ultimatum bereit zur Kapitulation. Am Mittag des 16. April 1945 wurde die Kapitulation vollzogen.
Schon in den 1950er Jahren wuchs die Stadt wieder schnell. Die Iserlohner Heide wurde 1956 von Oestrich eingemeindet und dort Industriegebiete ausgewiesen. Neue Wohngebiete entstanden oder wurden ausgebaut in Gerlingsen, am Nußberg und am Brandkopf.

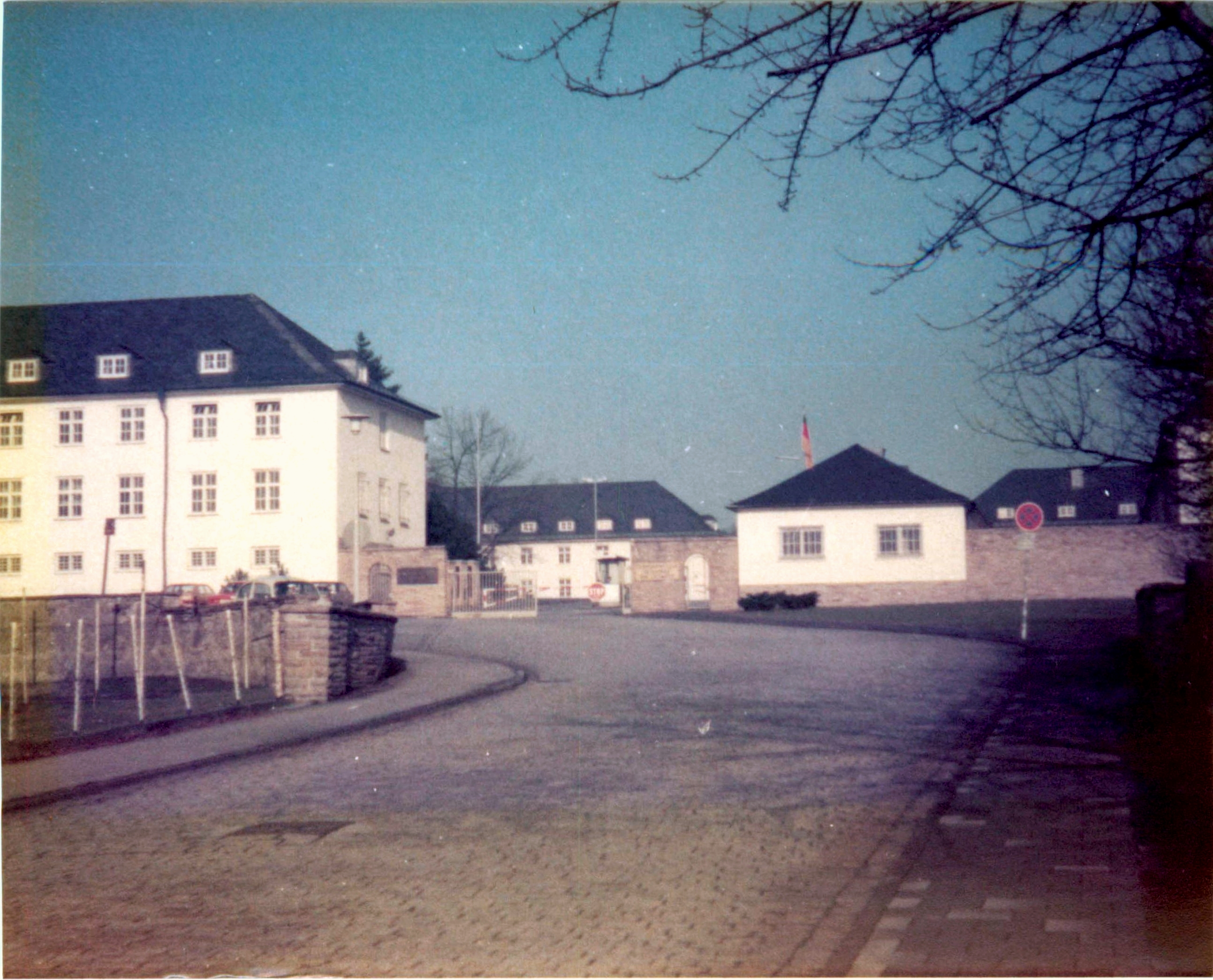
Der Haupteingang der Bernhard-Hülsmann-Kaserne – Truppendienstliche Fachschule der Luftwaffe im Jahr 1977

Nach der Übergabe von zwei Kasernen der Britischen Rheinarmee an die Bundesrepublik wurde Iserlohn 1969 Garnisonsstadt der Bundeswehr. In der Winkelmann-Kaserne waren die Fallschirmjägerbataillone 271, 273 und 274 stationiert, in der Bernhard-Hülsmann-Kaserne die „Truppendienstliche Fachschule der Luftwaffe“. In den Argonne Barracks (ehemalige Wehrmachtkaserne) befand sich weiterhin das Britische Militärhospital. Nach 1990 wurden die Truppen reduziert und alle Iserlohner Kasernen geschlossen. Heute werden die Gebäude und Anlagen des Militärhospitals von der Business and Information Technology School und dem Privatgymnasium Iserlohn genutzt. In der Corunna-Kaserne wurde ein Gewerbezentrum, in der Bernhard-Hülsmann-Kaserne unter anderem das Zentrum für Gerontotechnik und die Sammlung aus Städtereinigung und Entsorgung sowie in der Winkelmann-Kaserne der „Wohnpark Buchenwäldchen“ eingerichtet.
Im Zuge der kommunalen Neugliederung in Nordrhein-Westfalen (Sauerland/Paderborn-Gesetz) verlor Iserlohn 1975 seine Kreisfreiheit und wurde Große kreisangehörige Stadt im Märkischen Kreis mit Sitz in Lüdenscheid. Die Stadt behielt lediglich einige Außenstellen von Einrichtungen des Kreises (unter anderem das Straßenverkehrsamt und Gesundheitsamt), außerdem wurde sie zum Sitz der Kreispolizeibehörde für den Märkischen Kreis bestimmt.
Ab 1967 wurde die komplette Innenstadt bis in die 1980er Jahre hinein saniert und umstrukturiert. Neben der Einrichtung der Fußgängerzone und einer Umgehungsstraße dicht am alten Stadtzentrum wurde 1974 als weiteres markantes Gebäude das neue Rathaus am Schillerplatz eingeweiht. Verbleibende mittelalterliche Strukturen außerhalb der Kernstadt wurden entfernt und mussten zum großen Teil Verkehrsflächen weichen. Anfang der 2000er Jahre ist man dazu übergegangen, einige Fälle aus der langen Liste der „Bausünden“ zu überarbeiten. Unter anderem wurde die Fußgängerzone neu gestaltet. Nachdem man vor dem Krieg den weiteren Ausbau der Bahnverbindung verpasst hatte, wurde Iserlohn zum Sackbahnhof, indem die Verbindung nach Menden gekappt wurde. Die hölzerne Alexanderhöhe musste einem Betonbau weichen. Aus einem der wenigen erhaltenen Jugendstil-Hallenbäder Deutschlands wurde nach Teilabriss ein Altenheim.
Mit der Ausrichtung des Deutschen Wandertages 2001 und des Campus Symposiums, das von 2005 bis 2022 jährlich stattfand, erreichte Iserlohn überregionale Aufmerksamkeit.
Im Januar 2022 schändeten Unbekannte rund dreißig Gräber auf dem muslimischen Teil des Hauptfriedhofes von Iserlohn.

### Eingemeindungen
Seit dem Ende des 19. Jahrhunderts wurde das Iserlohner Stadtgebiet immer wieder erweitert. Am 17. Januar 1883 sowie am 1. Dezember 1890 kamen Teile von Lössel hinzu. Teile von Kalle (jetzt Calle) und Oestrich wurden am 1. August 1929, der Kuhlo und das westliche Dröscheder Feld als weitere Oestricher Gebiete am 1. April 1941 eingegliedert. Auch zu Oestrich gehörten Iserlohner Heide, Gerlingsen und Hombruch, die seit dem 1. Oktober 1956 Teil der Stadt Iserlohn sind. Am 1. April 1971 erfolgte eine Gebietsvergrößerung durch ein Waldgebiet nördlich von Hombruch/östlich des Refflingser Bachs und ein Flurstück im Bereich „Vorm Heu“ (beide von Letmathe).
Durch die Gebietsreform wurde zum 1. Januar 1975 das Stadtgebiet mit Hennen und Letmathe, Teilen von Hemer (Griesenbrauck und Bilveringsen), Kesbern und Sümmern (außer Ostsümmern, das zur Stadt Menden kam) zur neuen Stadt Iserlohn zusammengeführt.

### Einwohnerentwicklung
Mit Beginn der Industrialisierung beschleunigte sich das Bevölkerungswachstum in Iserlohn. Lebten 1820 erst 5000 Menschen in der Stadt, so waren es 1900 bereits 27.000. Durch den Zusammenschluss mit der Stadt Letmathe (28.718 Einwohner 1974) und weiterer Orte stieg die Einwohnerzahl von 56.000 im Jahre 1974 auf 97.000 am 1. Januar 1975.
1996 erreichte die Bevölkerungszahl zum Stichtag 31. Dezember mit 99.802 ihren Höchststand. Am 31. Dezember 2008 betrug die „Amtliche Einwohnerzahl“ für Iserlohn nach Fortschreibung des Landesbetriebs Information und Technik Nordrhein-Westfalen 95.598 (nur Hauptwohnsitze und nach Abgleich mit den anderen Landesämtern). Iserlohn ist die größte deutsche Stadt, die nie Großstadt war.
Die folgende Übersicht zeigt die Einwohnerzahlen nach dem jeweiligen Gebietsstand. Bis 1820 handelt es sich meist um Schätzungen, danach um Volkszählungsergebnisse (¹) oder amtliche Fortschreibungen des Statistischen Landesamtes. Die Angaben beziehen sich ab 1871 auf die „Ortsanwesende Bevölkerung“, ab 1925 auf die Wohnbevölkerung und seit 1987 auf die „Bevölkerung am Ort der Hauptwohnung“. Vor 1871 wurde die Einwohnerzahl nach uneinheitlichen Erhebungsverfahren ermittelt.
| Jahr  | Einwohner |
| ----- | --------- |
| 1700  | ~1.900    |
| 1743  | ~4.300    |
| 1765  | 4.001     |
| 1798  | 4.449     |
| 1820  | 5.308     |
| 1831¹ | 8.095     |
| 1840¹ | 10.311    |
| 1843¹ | 10.700    |
| 1855¹ | 13.429    |
| 1858¹ | 13.535    |
| 1861¹ | 14.600    |
| 1864¹ | 14.900    |
| 1867¹ | 15.341    |
| 1871¹ | 15.763    |
| 1875¹ | 16.800    |
| 1880¹ | 18.600    |
| 1885¹ | 20.102    |
| 1890¹ | 22.117    |
| 1895¹ | 24.722    |
| 1900¹ | 27.265    |

| Jahr  | Einwohner |
| ----- | --------- |
| 1905¹ | 29.590    |
| 1910¹ | 31.274    |
| 1916¹ | 25.255    |
| 1917¹ | 25.469    |
| 1919¹ | 29.263    |
| 1925¹ | 30.915    |
| 1933¹ | 34.272    |
| 1939¹ | 38.457    |
| 1945  | 41.414    |
| 1946¹ | 42.216    |
| 1950¹ | 46.221    |
| 1956¹ | 50.912    |
| 1961¹ | 55.257    |
| 1965  | 58.860    |
| 1970¹ | 57.577    |
| 1974² | 56.863    |
| 1975² | 96.174    |
| 1980² | 93.823    |
| 1985² | 89.539    |
| 1987¹ | 92.183    |

| Jahr  | Einwohner |
| ----- | --------- |
| 1990² | 96.314    |
| 1995² | 99.341    |
| 2000² | 98.790    |
| 2005² | 97.285    |
| 2006² | 96.546    |
| 2007² | 96.112    |
| 2008² | 95.598    |
| 2009² | 95.232    |
| 2010² | 94.966    |
| 2011² | 94.536    |
| 2012² | 93.799    |
| 2013² | 93.119    |
| 2014² | 92.899    |
| 2015² | 93.537    |
| 2016² | 93.197    |
| 2017² | 92.928    |
| 2018² | 92.666    |
| 2019² | 92.174    |
| 2022  | 92.540    |

¹ Volkszählungsergebnis

² Fortschreibung des Landesbetriebs Information und Technik NRW (it.nrw)

## Religionen

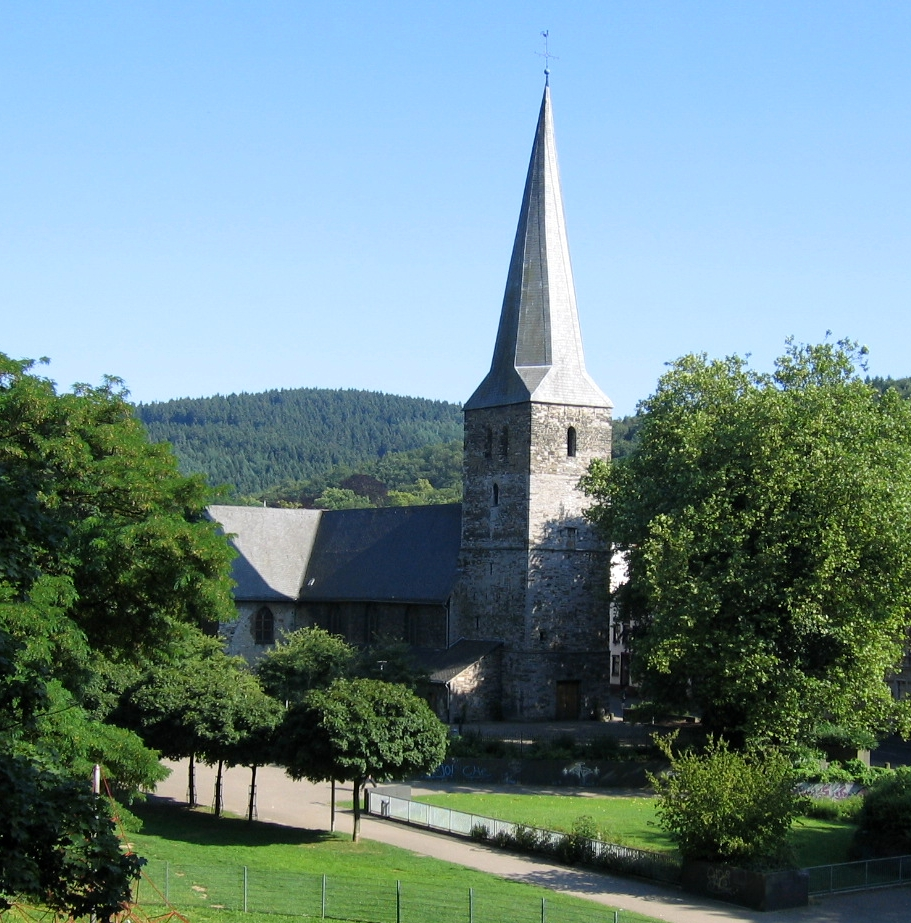
Pankratiuskirche (Bauernkirche)

Iserlohn ist Sitz des Kirchenkreises Iserlohn der Evangelischen Kirche von Westfalen. Der Bekenntnisstand der evangelischen Kirchengemeinden Iserlohns ist seit 1931 uniert. Die katholischen Pfarrgemeinden sind dem Dekanat Märkisches Sauerland angegliedert.

### Konfessionsstatistik
Zum 31. Dezember 2018 hatte Iserlohn 29.529 (31,2 %) evangelische und 28.031 (29,6 %) katholische Einwohner. 40,2 % gehörten einer sonstigen oder keiner Religionsgemeinschaft an. Ende 2005 hatte Iserlohn 37.479 evangelische und 34.194 katholische Einwohner. 29.574 gehörten einer sonstigen oder keiner Religionsgemeinschaft an.

### Geschichte
Iserlohns alte Pfarrkirche mit dem Patron Sankt Pankratius („Bauernkirche“) war ursprünglich eine Tochterkirche von Menden. Die Pfarrer von Iserlohn waren im 13. und 14. Jahrhundert oftmals Dechanten des Dekanats Attendorn, zu dem sie gehörten. Die Besetzung der Pfarrstelle stand dem Andreasstift in Köln zu. Das Kirchspiel Iserlohn hatte die beiden Filialen Oestrich und Altena. Innerhalb der Stadtmauer entstand um 1330 die Oberste Stadtkirche, die zunächst den Heiligen Cosmas und Damianus, später der Heiligen Jungfrau Maria geweiht war. Im 16. Jahrhundert erhielt sie volle Rechte als Pfarrei und wurde damit zur Hauptkirche der Stadt.
Die Reformation erreichte Iserlohn 1524, als Conrad Varnhagen die lutherische Lehre verbreitete und Iserlohn (in den damaligen Grenzen) mehrheitlich lutherisch wurde. 1745 wurde auf Anordnung des preußischen Staates die katholische Gemeinde Iserlohn (wieder-)gegründet. Anfangs wurden Gottesdienste in einem Privathaus, ab 1755 in einer kleinen Kirche abgehalten. In der zweiten Hälfte des 18. Jahrhunderts zogen viele Katholiken hinzu, um insbesondere in den Nadelfabriken zu arbeiten. Die Kirche wurde zu klein und daher 1825 abgerissen. 1831–1873 gab es eine Kirche an der Lehmkuhle, die wegen Bergbauschäden geschlossen wurde. Die älteste bestehende katholische Kirche in der Iserlohner Innenstadt ist die Aloysius-Kirche von 1894. Die evangelischen Christen waren zur Zeit ihres Baues noch in der Überzahl, doch durch die katholischen Flüchtlinge nach dem Zweiten Weltkrieg stellte sich im Gesamtstadtgebiet ein beinahe ausgewogenes Verhältnis zwischen diesen Glaubensrichtungen ein. Die Gottesdienste der beiden großen Konfessionen finden in 14 evangelischen und 13 katholischen Kirchen statt.
Seit 1886 hat die Neuapostolische Kirche (NAK) in Iserlohn eine starke Gemeinde. Ihr Begründer war der spätere Apostel Bornemann. Von dieser Gemeinde aus, die heute Bezirksgemeinde für den Ältestenbezirk Iserlohn ist, wurden viele Gemeinden in der Nähe, aber auch bis nach Hessen gegründet. Heute gibt es im Stadtgebiet drei Gemeinden.
In der zweiten Hälfte des 20. Jahrhunderts kamen zahlreiche Gastarbeiter unterschiedlicher Nationalität und Glaubensrichtung nach Iserlohn. Heute gibt es neben einer italienischen, einer portugiesischen und einer griechisch-orthodoxen Gemeinde auch eine größere muslimische Gemeinde, die in den 1990er Jahren eine erste Moschee errichtete. Mittlerweile gibt es im Stadtgebiet sechs Moscheen und islamische Gebetsräume, darunter zwei der Ditib und eine Moschee der Ahmadiyya.
Auch die Siebenten-Tags-Adventisten, die Zeugen Jehovas sowie die Christadelphians sind in Iserlohn vertreten. In Iserlohn besteht eine Gurdwara der Sikh-Religion.

## Politik

### Rat der Stadt Iserlohn
| [ 20 ]        | 1975 | 1975  | 1979 | 1979  | 1984 | 1984  | 1989 | 1989  | 1994 | 1994  | 1999 | 1999  | 2004 | 2004  | 2009 | 2009  | 2014 | 2014  | 2020 | 2020  |
| ------------- | ---- | ----- | ---- | ----- | ---- | ----- | ---- | ----- | ---- | ----- | ---- | ----- | ---- | ----- | ---- | ----- | ---- | ----- | ---- | ----- |
| Partei        | %    | Sitze | %    | Sitze | %    | Sitze | %    | Sitze | %    | Sitze | %    | Sitze | %    | Sitze | %    | Sitze | %    | Sitze | %    | Sitze |
| CDU           | 47,4 | 25    | 49,7 | 25    | 46,3 | 25    | 36,8 | 20    | 40,3 | 23    | 54,3 | 27    | 45,3 | 25    | 37,0 | 19    | 39,2 | 20    | 35,6 | 24    |
| SPD           | 43,4 | 23    | 43,9 | 23    | 39,3 | 22    | 39,5 | 21    | 42,3 | 24    | 34,3 | 17    | 33,7 | 18    | 31,9 | 16    | 32,4 | 16    | 19,1 | 13    |
| Grüne         |      |       |      |       | 8,0  | 4     | 6,5  | 3     | 7,8  | 4     | 4,8  | 2     | 7,6  | 4     | 9,8  | 5     | 6,9  | 3     | 11,1 | 8     |
| FDP           | 6,1  | 3     | 6,2  | 3     | 4,6  | –     | 5,7  | 3     | 3,3  | –     | 3,6  | 2     | 7,5  | 4     | 8,8  | 4     | 4,1  | 2     | 4,5  | 3     |
| REP           |      |       |      |       |      |       | 8,9  | 4     | 3,0  | –     |      |       |      |       |      |       |      |       |      |       |
| UWG           |      |       |      |       |      |       |      |       |      |       | 3,0  | 2     | 5,9  | 3     | 4,9  | 2     | 2,2  | 1     | 2,9  | 2     |
| DIE LINKE     |      |       |      |       |      |       |      |       |      |       |      |       |      |       | 5,6  | 3     | 7,0  | 4     | 7,5  | 5     |
| NPD           |      |       |      |       |      |       |      |       |      |       |      |       |      |       | 1,9  | 1     |      |       |      |       |
| AfD           |      |       |      |       |      |       |      |       |      |       |      |       |      |       |      |       | 6,1  | 3     | 5,9  | 4     |
| Piraten       |      |       |      |       |      |       |      |       |      |       |      |       |      |       |      |       | 2,1  | 1     |      |       |
| DieISERLOHNER |      |       |      |       |      |       |      |       |      |       |      |       |      |       |      |       |      |       | 13,2 | 9     |
| Sonstige      | 3,1  | –     | 0,2  | –     | 1,8  | –     | 2,6  | –     | 3,4  | –     |      |       |      |       | 0,1  | –     |      |       | 0,1  | –     |

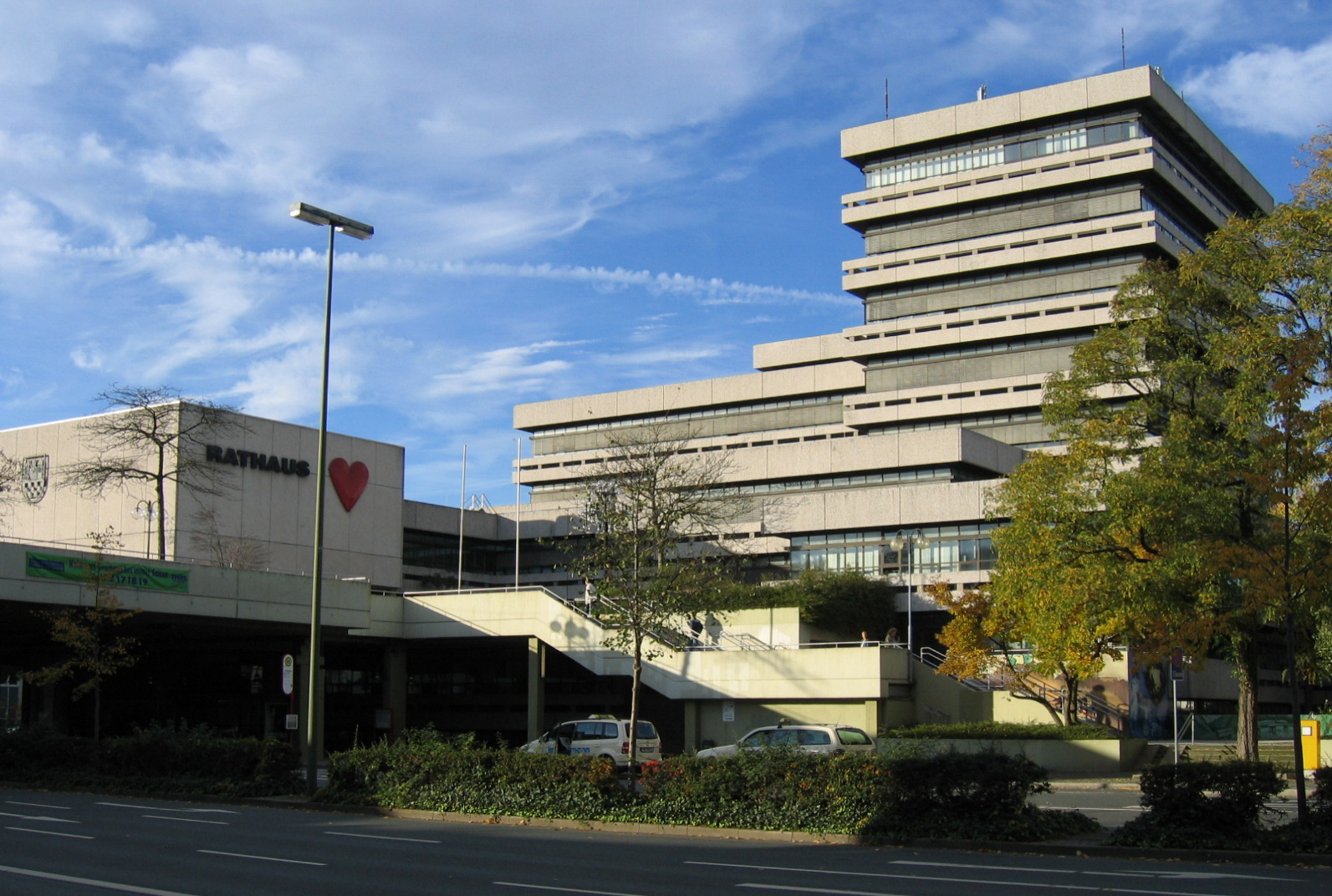
Rathaus der Stadt Iserlohn

Die Grünen kandidierten 1984 und 1989 als „GABI“ – Grünes Alternatives Bündnis Iserlohn.
Bei der Kommunalwahl 2020 ergaben sich durch Überhang- und Ausgleichsmandate 68 statt 50 Sitze – die CDU gewann 24 der 25 Wahlbezirke direkt.

### Bürgermeister
Vom 21. Oktober 2009 bis zum 30. September 2019 war Peter Paul Ahrens (SPD) Bürgermeister der Stadt. Er wurde am 30. August 2009 mit 35,8 % der abgegebenen Stimmen gewählt. Am 27. September 2015 wurde er im zweiten Wahlgang mit 51,24 % für eine weitere fünfjährige Amtszeit wieder gewählt. Am 30. September 2019 erklärte er seinen Rücktritt. Seit dem 1. November 2020 ist Michael Joithe Bürgermeister. Seine Vorgänger sind nachzulesen im Artikel Persönlichkeiten der Stadt Iserlohn.

### Ergebnisse der letzten Parlamentswahlen
Die Iserlohner Bürger wählten die Abgeordneten des Europaparlaments, des Bundestags und des Landtags mit folgenden Verhältnissen:
| Partei          | Landtag (Zweitstimmen) 14. Mai 2017 | Bundestag (Zweitstimmen) 23. Februar 2025 | Europäisches Parlament 26. Mai 2019 |
| CDU             | 34,8 %                              | 32,2 %                                    | 30,2 %                              |
| SPD             | 30,4 %                              | 18,6 %                                    | 18,9 %                              |
| Grüne           | 04,0 %                              | 07,9 %                                    | 18,2 %                              |
| FDP             | 11,5 %                              | 4,12 %                                    | 06,7 %                              |
| Die Linke       | 04,7 %                              | 07,6 %                                    | 04,2 %                              |
| PIRATEN         | 01,0 %                              | –                                         | 00,8 %                              |
| AfD             | 09,9 %                              | 21,1 %                                    | 11,1 %                              |
| Sonstige        | 03,7 %                              | 08,5 %                                    | 09,9 %                              |
| Wahlbeteiligung | 61,3 %                              | 79,0 %                                    | 56,7 %                              |

### Wappen
Blasonierung

Wappen, das eine im gelben Feld mit zwei roten, blaubedachten Türmen ausgestattete und mit drei rotsilbern geschachten Querbalken belegte Mauer darstellt, aus der zwischen den Türmen der Heilige Pankratius im roten Mantel, in der Rechten ein Schwert haltend, emporwächst.
Beschreibung

Ursprung des Iserlohner Stadtwappens ist eine Darstellung am Chorgestühl der Obersten Stadtkirche. Auf dem oberen Teil ist der heilige Pankratius abgebildet, die Türme symbolisieren die alte Stadtbefestigung. Der Schachbalken unterhalb der Türme ist Zeichen der ehemaligen Grafschaft Mark, ist gleichzeitig aber, in Verbindung mit den Türmen, ein weiteres Zeichen des Schutzes. Das Wappen wurde 1913 genehmigt und nach der Gebietsreform 1975 von der alten auf die neue Stadt Iserlohn übertragen. Die Stadtbezirke Hennen, Kesbern, Letmathe und Sümmern führen seit der Eingemeindung nach Iserlohn keine eigenen Wappen mehr.

### Städtepartnerschaften
Die ersten Städtepartnerschaften Iserlohns entstanden mit dem niederländischen Almelo (1954), dem schweizerischen Biel/Bienne (1959) und dem österreichischen Hall in Tirol (1967). 1975 kamen bei der kommunalen Neugliederung die alten Städtepartnerschaften der Stadt Letmathe mit Auchel in Frankreich (seit 1966) und der Gemeinde Sümmern mit Laventie, ebenfalls in Frankreich, (seit 1967) hinzu.
Mit der Öffnung der Grenzen nach Osteuropa wurden auch dort neue Städtepartnerschaften begründet. 1989 war dies die Stadt
Nyíregyháza in Ungarn, es folgten Nowotscherkassk in Russland (1990, seit März 2022 ruhen die Aktivitäten) und Chorzów in Polen (2004). Mit der ukrainischen Stadt Ternopil, die ihrerseits Partnerstadt von Chorzów ist, hat der Iserlohner Rat im Mai 2022 eine Städtefreundschaft beschlossen. Eine deutsch-deutsche Partnerschaft besteht mit dem sächsischen Glauchau seit 1991.
Partnerschaftskomitees kümmern sich um regen Austausch zwischen Iserlohn und seinen Partnerstädten. Beispielhaft erwähnt seien Schüleraustausche mit Auchel, Sportlertreffen in Nowotscherkassk und eine Städtepartnerschaftskonferenz Ende 2007 in Iserlohn. Mehrere Gastfamilien bieten Gästen aus den Partnerstädten bei Besuchen in der Waldstadt Unterkunft und Hilfe an. Im wirtschaftlichen Bereich haben die Stadtwerke Iserlohn in die Stadtwerke Glauchau investiert und sind dort Teilhaber.

## Bauwerke und Sehenswürdigkeiten

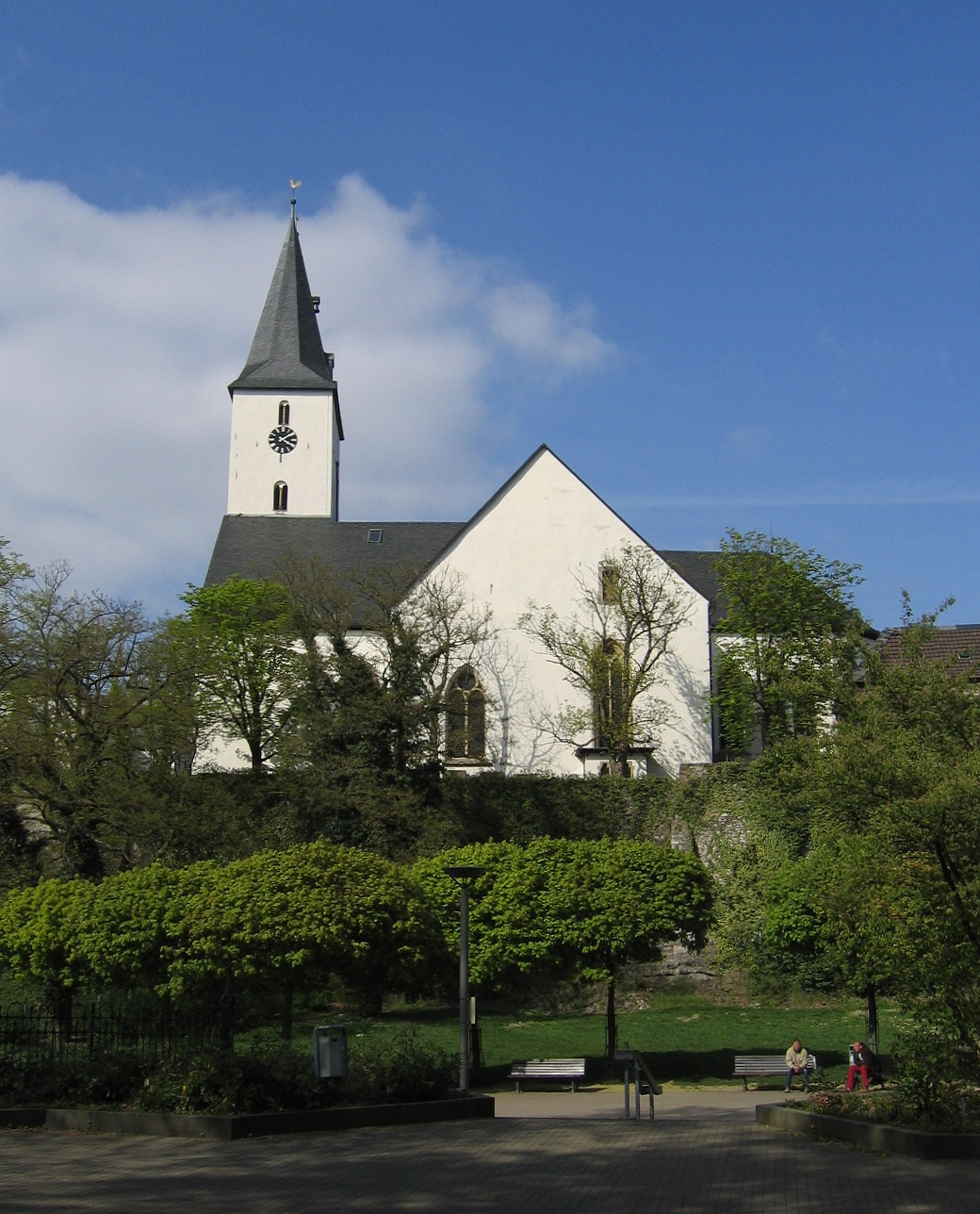
Oberste Stadtkirche

### Kirchen
Die älteste Kirche und gleichzeitig das älteste erhaltene Gebäude der Stadt ist die evangelische St.-Pankratius-Kirche, bekannt als „Bauernkirche“. Sie war ursprünglich eine kreuzförmige, romanische Pfeilerbasilika aus Bruchstein aus der Zeit um 1000. Der Chor und die Fenster sind spätgotisch. Die Bauernkirche wurde früher als Taufkirche genutzt.
Unweit der Bauernkirche, aber oberhalb auf dem Felsen Bilstein, steht die evangelische Oberste Stadtkirche, auch Marienkirche genannt. Es handelt sich hierbei um eine zweischiffige, gotische Hallenkirche aus dem 13./14. Jahrhundert. Kunstschätze sind der flandrische Schnitzaltar aus der Zeit um 1400 mit 18 Apostel- und Heiligenfiguren und Tafelgemälde aus der Zeit um 1450 mit Szenen aus dem Marienleben. Die Oberste Stadtkirche ist die größte evangelische Kirche in Iserlohn und ein Wahrzeichen der Stadt.
Eine weitere evangelische Kirche im Stadtzentrum ist die Reformierte Kirche. Die Bezeichnung reformierte Kirche erinnert an die Zeit vor der Herstellung der Union im Bereich der evangelischen Kirche in Iserlohn im Jahre 1931, seit der es keine Trennung mehr zwischen lutherischem und reformiertem Bekenntnisstand gibt. Baubeginn der reformierten Kirche Iserlohn war im Jahr 1710. Nach dem Stadtbrand 1712, bei dem auch der Rohbau dieser Kirche zerstört wurde, konnte sie erst 1718 fertiggestellt werden. Die Reformierte Kirche in der Fußgängerzone der Innenstadt dient heute als „Kirche in der Stadt“ – unter anderem mit Wiedereintrittsstelle und Kurzandachten.
Im Stadtzentrum liegt außerdem die katholische Pfarrkirche St. Aloysius. Dieses dreischiffige Gebäude, das in neuromanischem Stil erbaut wurde, ist 1894 geweiht worden, nachdem 1891 der Grundstein gelegt worden war. Der neugotische Altar aus dem Jahr 1899 stand vor 1985 noch in der Pfarrkirche St. Peter und Paul zu Hemer. St. Aloysius ist die zweitgrößte Kirche im Märkischen Kreis.
Nennenswerte Kirchbauwerke aus den umliegenden Stadtteilen sind die evangelische Johanneskirche Hennen, die um 1200 im romanischen Stil erbaut wurde, wobei Westturm und Kirchengebäude nicht gleichzeitig, sondern in zwei Bauphasen errichtet wurden; weiterhin die Pfarrkirche St. Kilian zu Letmathe, die 1917 geweiht wurde und von der Bevölkerung als „Dom“, auch „Lennedom“ bezeichnet wird, da sie bei einem Blick über Letmathe sofort ins Auge fällt. Sie wurde vom Aachener Dombaumeister Joseph Buchkremer geplant und ist als größte Kirche im Märkischen Kreis sowie im Tal der Lenne längst ein Wahrzeichen des Stadtteils.

### Profanbauten in der Innenstadt

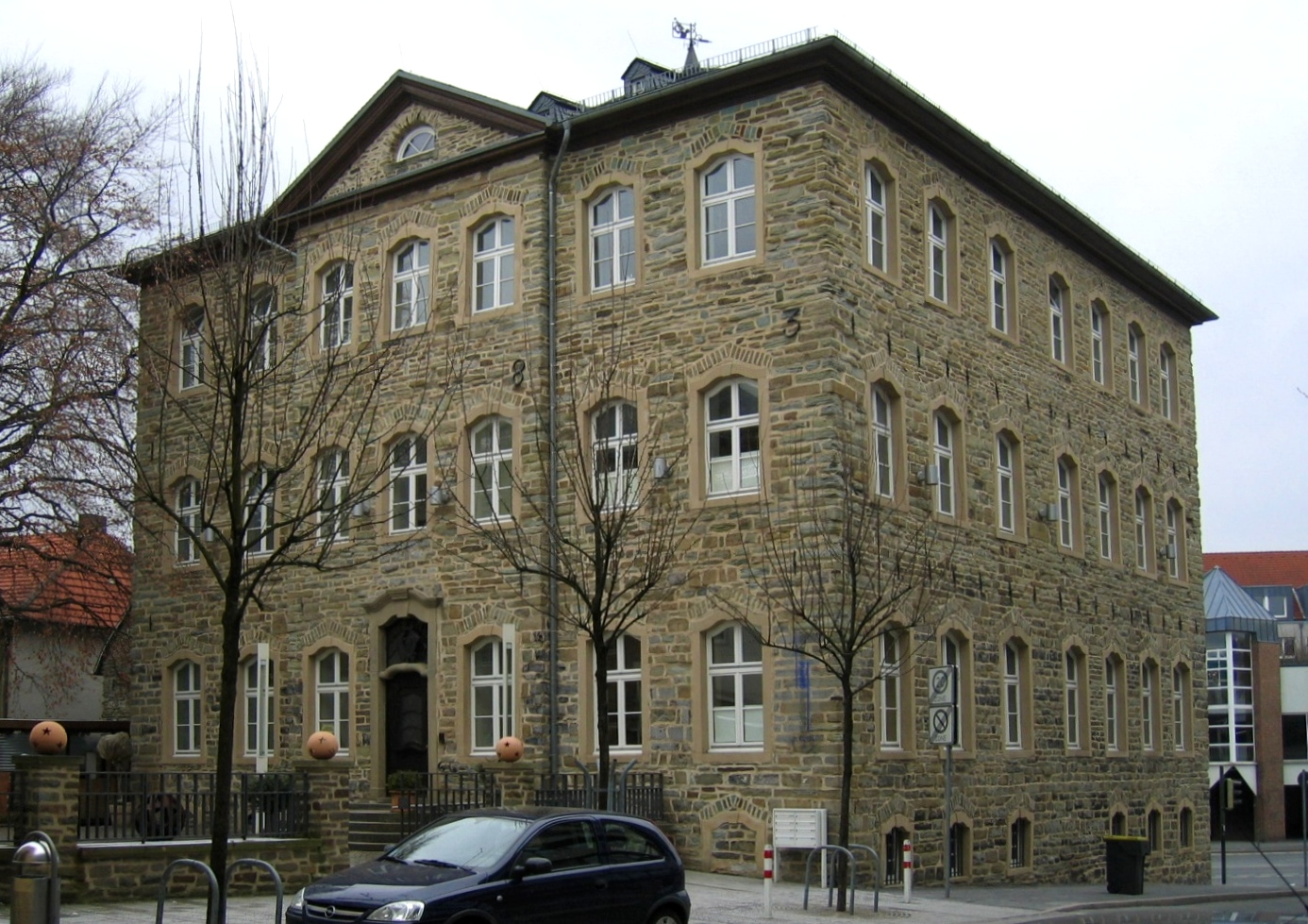
„Von Scheiblersches Haus“

Das Stadtbild ist seit der in den 1970er Jahren durchgeführten Innenstadtsanierung an einigen Stellen empfindlich gestört. Von der im 13. Jahrhundert errichteten Stadtmauer sind nur noch einige Reste vorhanden, vor allem an der Süd- und Westseite. Die denkmalgeschützten Fundamente des „Dicken Turms“ finden sich im Innenhof des Gebäudes „Am Dicken Turm 19“. Es sind noch reizvolle Straßenzüge erhalten, so zum Beispiel in der Gasse „Knallenbrink“ und am „Südengraben“.
Der älteste Profanbau ist das um 1230 errichtete Burgmannshaus nahe der Marienkirche (Oberste Stadtkirche). 1609 wurde in dem Gebäude eine Lateinschule gegründet, aus der das Märkische Gymnasium Iserlohn hervorging. Im 19. Jahrhundert gab es in dem Gebäude ein Gefängnis, später einen Kindergarten. Ab 1971 zogen das evangelische Burgarchiv und die Varnhagensche Bibliothek mit einem umfangreichen Bestand an Schriften aus dem 15.–18. Jahrhundert ein.
Aus dem Jahr 1720 stammt das „Haus der Heimat“ am Fritz-Kühn-Platz, in dem das Stadtmuseum untergebracht ist. Hierbei handelt es sich um einen Massivbau mit Mansarddach und dreiachsigem Mittelrisalit, an der Frontseite ein hübsches Portal mit Freitreppe. Ein weiteres Haus dieser Zeit, ein Mauerhaus ca. aus dem Jahr 1730, findet sich am Südengraben 28. Das kleine Bürgerhaus bzw. „Haus der kleinen Leute“ wurde inzwischen durch den gemeinnützigen Verein „Iserlohn-DenkMal“ wieder vollständig saniert und kann besichtigt werden. Das Gebäude „An der Schlacht 2“ besitzt ein Barockportal von 1755 und gehörte ursprünglich zum Stadthaus I, das 1974 im Zuge der Sanierungsmaßnahmen abgebrochen wurde. Weitere gut erhaltene Gebäude aus dem 18. Jahrhundert sind das „Rampelmannsche Haus“, ein Putzbau mit Walmdach aus dem Jahr 1748, sowie das „Von Scheiblersche Haus“ (Theodor-Heuss-Ring 24), ein dreigeschossiger unverputzter Bruchsteinbau über hohem Sockelgeschoss, das 1783 als Wohnhaus von dem Iserlohner Tuchmacher und Textilfabrikanten Johannes Rupe (1730–1787) durch den Baumeister J. H. Rafleur erbaut wurde. An der Frontseite befindet sich ein dreiachsiger Mittelrisalit mit flachem Dreiecksgiebel.

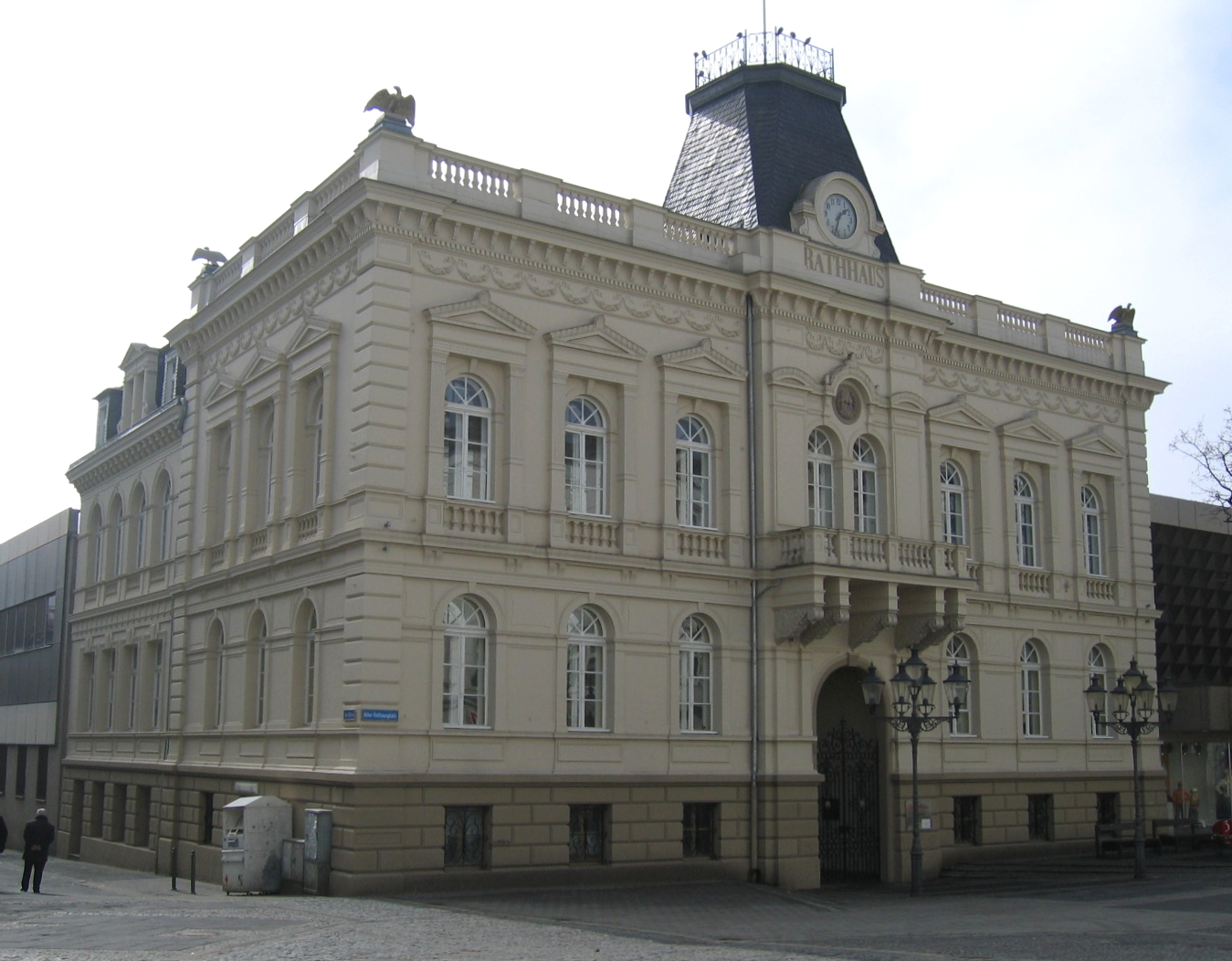
Stadtbücherei Iserlohn

In der Stadt existierten schon mehrere Rathäuser. Das Alte Rathaus am heutigen Alten Rathausplatz, welches das vierte Rathaus Iserlohns ist, wurde 1875/1876 errichtet. Gemäß alter Rechtschreibung ist es als Rathhaus beschriftet. Sein Vorgänger war das erste steinerne Iserlohner Rathaus und nahm etwa 1738 seinen Betrieb auf. Der Standort ist nicht genau bekannt, lag aber wahrscheinlich nahe dem Alten Rathaus. Auch über die ersten beiden Rathäuser gibt es kaum Informationen. Das Alte Rathaus beherbergt heute, nachdem Rat und Verwaltung 1974 in das neue Rathaus am Schillerplatz umgezogen sind, die Hauptstelle der Stadtbücherei Iserlohn.
Das neue Rathaus (1974) am Schillerplatz ist bereits das fünfte der Iserlohner Geschichte. Mit neun oberirdischen Stockwerken zählt es zu den höchsten Gebäuden in der Innenstadt. Aufgrund des früheren Galmeibergbaus in dem Bereich hat sich ein Teil des Gebäudes bereits um ein paar Zentimeter abgesenkt.
Für die Baustile des 20. Jahrhunderts finden sich auch einige Beispiele in der Innenstadt. Am südwestlichen Rand nahe dem Stadtbahnhof liegt das Gebäude der ehemaligen Städtischen Badeanstalt. Es wurde 1908 in Jugendstilformen errichtet. Am 5. Mai desselben Jahres wurde hier die erste Badeanstalt für Iserlohn eröffnet. Es gab ein großes Schwimmbecken, und auch Brause-, Wannen- und medizinische Bäder wurden angeboten. An dieser Stelle wurde unter Einbeziehung der unter Denkmalschutz stehenden Teile des Jugendstilgebäudes eine Senioren-Wohnanlage erbaut, die 1987 ihrer Bestimmung übergeben wurde. Erhalten blieben der Turm, das Jugendstiltreppenhaus und das ehemalige Hauptportal mit dem ursprünglichen Mosaik.

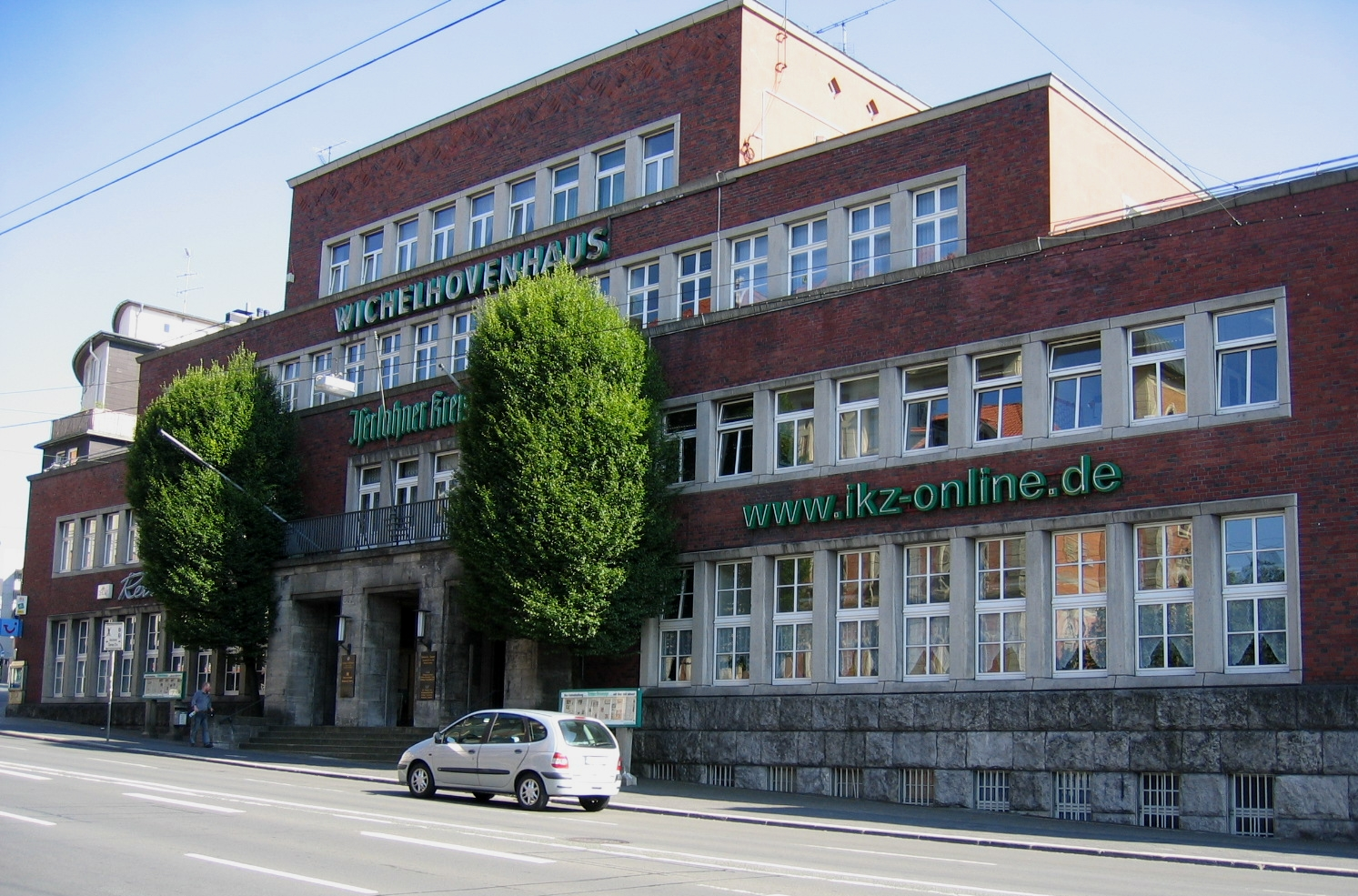
Wichelhovenhaus

Das Verlagshaus des Iserlohner Kreisanzeigers ist benannt nach dem Begründer der Zeitung – Wichelhovenhaus. Es handelt sich hierbei um einen viergeschossigen Backsteinbau, zur Mitte hin stufenartig gesteigert. Das Gebäude wurde 1927 in Formen der Neuen Sachlichkeit erbaut. Der Dekor ist deutlich vom Expressionismus beeinflusst. Im Inneren befinden sich bleiverglaste expressionistische Fenster. Ein ebenfalls expressionistischer Backsteinbau ist die „Villa Heutelbeck“, die 1924–1925 durch den aus Iserlohn stammenden Hamburger Architekten Carl Bensel errichtet wurde.

### Sonstige bedeutende Bauwerke
Der Danzturm ist Iserlohns Wahrzeichen und liegt auf den Höhen des Iserlohner Stadtwaldes. Nach der Errichtung 1908 erfolgte ein Jahr später am 22. Mai die Einweihung auf dem 392 Meter hohen Fröndenberg. Den Namen erhielt der Turm nach dem Iserlohner Ehrenbürger Ernst Danz, der den Sauerländischen Gebirgs- und Wanderverein gründete und durch zahlreiche Aktivitäten für eine Aufforstung des Waldes sorgte.
Nahe der Stadtgrenze zu Hemer liegt der Bismarckturm. Der Turm lag bis zur kommunalen Neuordnung 1975 noch im Hemeraner Teil des Seilerwaldes. Seitdem gehört er, wie auch große Teile des betreffenden Waldgebietes, zu Iserlohn.
In Iserlohn befinden sich einige alte Herrensitze. Der wohl berühmteste ist das Haus Letmathe im gleichnamigen Ortsteil, das heute als Museum und Bücherei genutzt wird. Früher gehörte es lange Zeit der Familie von Brabeck. Daneben befanden sich allein in Hennen mit dem „Haus Gerkendahl“, dem „Haus Hennen“, dem „Haus Lenninghausen“ und dem „Haus Ohle“ vier Herrenhäuser. Die Häuser „Gerkendahl“ und „Hennen“ bestehen heute nicht mehr.
Sehenswert sind auch die denkmalgeschützten Villen Villa Ebbinghaus-Möllmann, die Villa Heutelbeck, sowie das Haus Dr. Klute.

### Denkmäler und Gedenkstätten

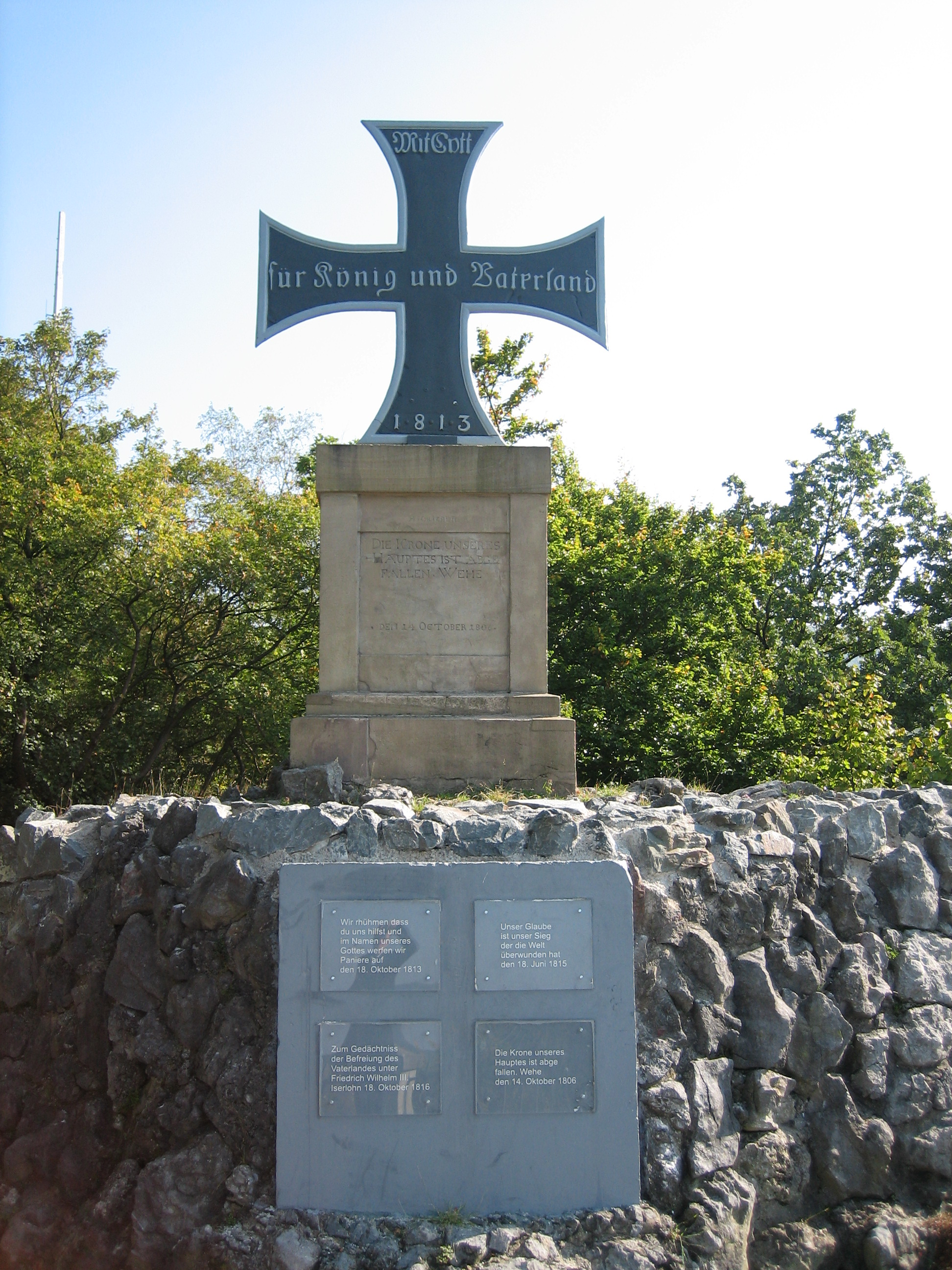
Eisernes Kreuz

Das Eiserne Kreuz wurde 1816 als eines der ersten Denkmäler im Gedenken an die Gefallenen der napoleonischen Kriege und der Befreiungskriege aufgestellt und am 18. Oktober 1816 eingeweiht. Es hat die Form des preußischen Verdienstordens Eisernes Kreuz und ist aus billigem Eisen gefertigt, um an die schwere Zeit zu erinnern, die hinter der Bevölkerung lag. Die Aufschrift lautet: „Mit Gott für König und Vaterland – 1813“. Das Denkmal steht am Hang oberhalb des Grüner Tals und ist nach Westen, nach Frankreich ausgerichtet.

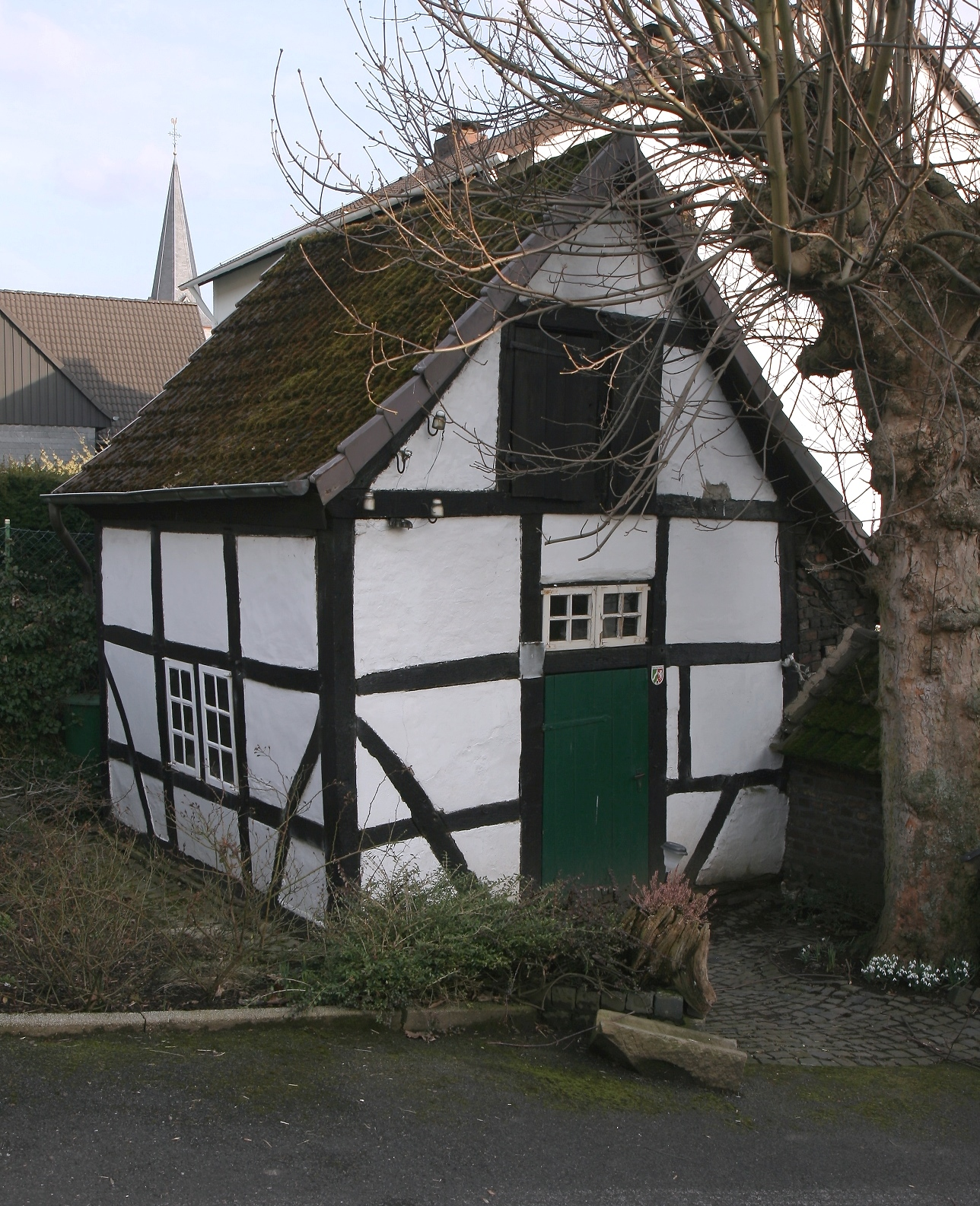
Kettenschmiede Teves

Im Stadtteil Oestrich befindet sich eine der ältesten Kettenschmieden Westfalens. Erbaut wurde sie vermutlich in der zweiten Hälfte des 18. Jahrhunderts. Ihre erste Erwähnung findet die Schmiede in Nachlassunterlagen des Drahtfabrikanten Caspar Diederich Theile im Jahr 1815. Nach der Restaurierung im Jahr 1981 wurde die noch voll funktionsfähige „Kettenschmiede Teves“ im Jahr 1983 als Denkmal unter Schutz gestellt.
Auf dem Hauptfriedhof befindet sich eine Gedenkstätte für die Opfer des Iserlohner Aufstands vom 17. Mai 1849, an der die 41 zivilen Opfer bestattet wurden. Es wurde ein schwarzer Marmorblock errichtet mit den Aufschriften „Den Vorkaempfern fuer Demokratie“, „1848–1849“ und „Den Opfern der Iserlohner Revolution“. Auf dem Marmorblock befindet sich eine Konstruktion aus Stahlrohren.
Am Poth in der Nähe des Bahnhofsplatzes befindet sich ein Mahnmal für die Opfer des Nationalsozialismus. Eine lebensgroße Bronzeskulptur ist umgeben von den vier Hakenkreuzästen, die schräg stehen und die Figur „gefangen halten“. Das Mahnmal wurde von Siegfried Neuenhausen errichtet und am 11. August 1989 eingeweiht.
Bemerkenswert ist auch der Städtische Friedhof Iserlohn, auf dem etliche denkmalgeschützte Grabmäler zu sehen sind.

## Kultur und Freizeit

### Theater
Das Parktheater entstand von 1961 bis 1964 durch Umbau- und Erweiterungsmaßnahmen aus dem Gebäude der sogenannten „Neuen Halle“ auf der „Alexanderhöhe“ durch die Architekten Ernst Dossmann und Hans Reime aus Iserlohn. Die direkt daneben befindliche „Alte Halle“ wurde in „Parkhalle“ umbenannt. Oberbürgermeister Alfred Potthoff eröffnete das Parktheater am 4. April 1964. Die Eröffnungsvorstellung gab das Deutsche Theater Göttingen mit der Komödie „Was ihr wollt“ von William Shakespeare unter der Regie von Heinz Hilpert. Im Theater bestehen zwei Spielstätten: das „Große Haus“ mit 803 (bei Nutzung des Orchestergrabens 769) Plätzen sowie die „Studiobühne“ mit Platz für 100 Zuschauer. Der „Löbbecke-Saal“ ist ein mit Tonanlage und Konferenztechnik ausgestatteter Konzert- und Veranstaltungssaal mit 250 Plätzen. In der Galerie finden Veranstaltungen mit bis zu 250 Personen statt. Sie kann mit dem Foyer kombiniert werden. So kann man 200 zusätzliche Plätze gewinnen.
Mehrere Amateur-Theatergruppen sind in Iserlohn aktiv. Zu nennen ist das 1989 gegründete „Schauspielensemble Iserlohn“, das alljährlich ein klassisches oder zeitgenössisches Stück im Parktheater aufführt. Daneben gibt es auch Märchenaufführungen mit und für Kinder. Aus einer Theatergruppe der Volkshochschule entwickelte sich 1993 der Theaterverein „[pu:r vu]“, der seit 1997 ein eigenständiger Verein ist. Aufführungen dieses Vereins finden in der Regel auf der Studiobühne des Parktheaters statt. Beide Theatervereine sind Mitglied im Amateurtheater-Verband Nordrhein-Westfalen und im Bund Deutscher Amateurtheater.
Weitere Amateurgruppen sind unter anderem die im Jahr 1919 gegründete „Volksbühne Grürmannsheide“, der „Theaterverein Dröschede“ und die „Volksbühne Höchsten“. Das Iserlohner Frauenkabarett „Hauhechel“ tritt seit 2000 mit literarischen, politischen oder komödiantischen Programmen im heimischen Raum auf.

### Museen

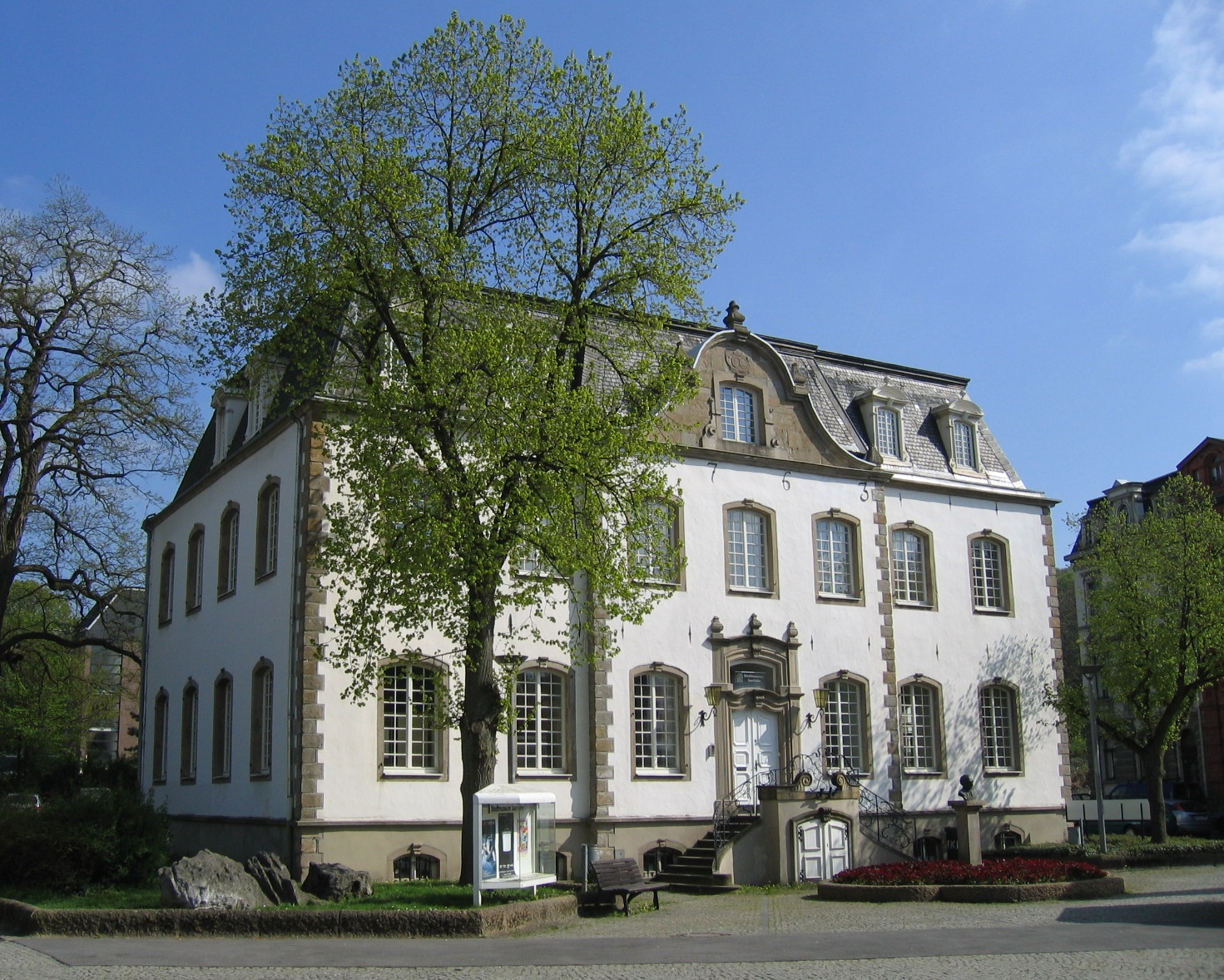
Stadtmuseum Iserlohn

Iserlohn hat zwei städtische Heimatmuseen, die sich mit der allgemeinen Geschichte der Stadt befassen, diese sind das Stadtmuseum Iserlohn und das Städtische Museum im Haus Letmathe. Mit der Iserlohner Industriegeschichte im Besonderen befassen sich mehrere Museen, die teilweise in den alten Produktionsstätten untergebracht sind und Industriedenkmäler darstellen. Städtische Museen dieser Art sind die Historische Fabrikenanlage Maste-Barendorf und das Iserlohner Museum für Handwerk und Postgeschichte. Weiterhin sind das Schmiedemuseum Eduard Balbach und die Historische Kornbrennerei Bimberg auf Gut Lenninghausen zu nennen.

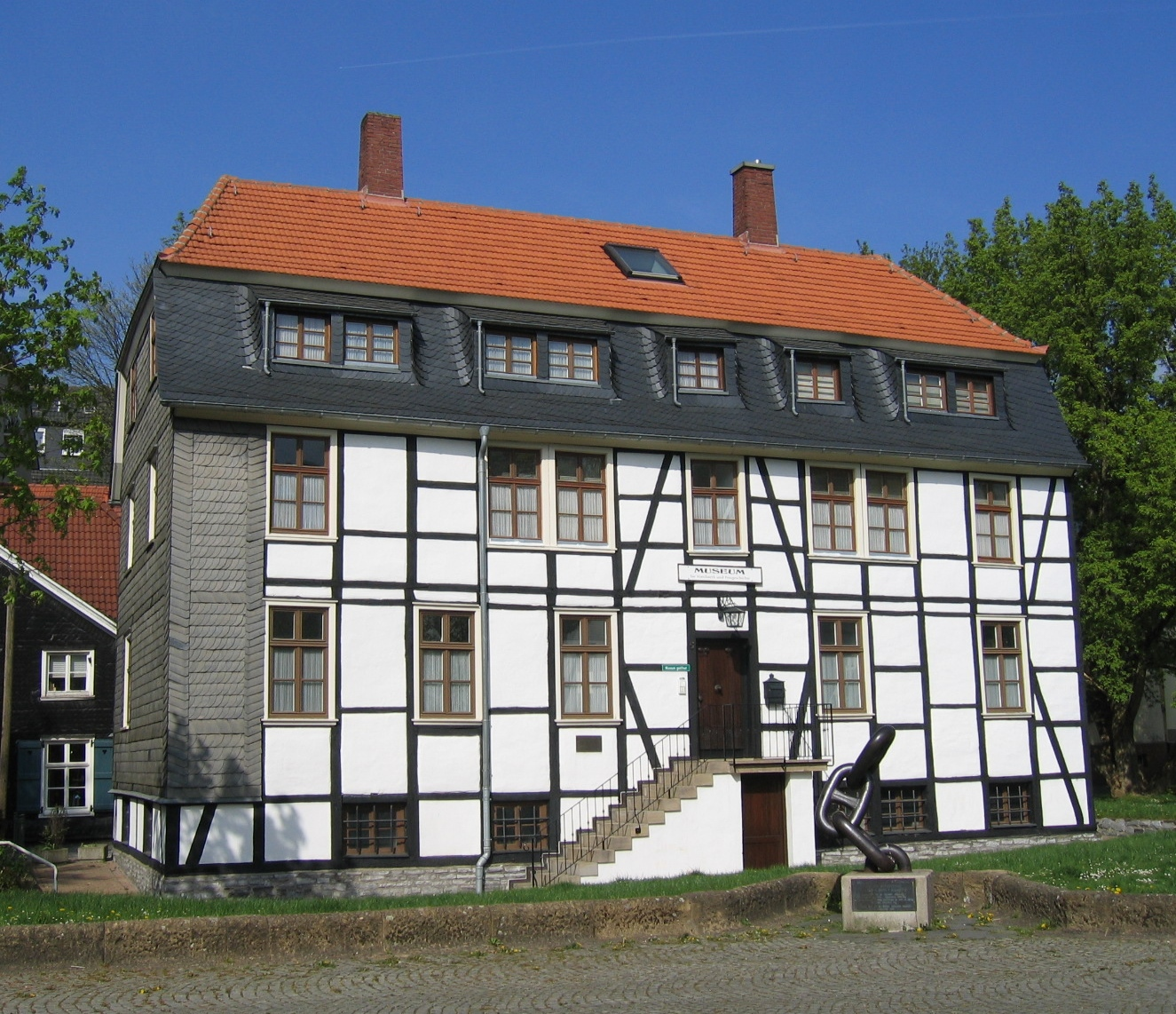
Museum für Handwerk und Postgeschichte

In Deutschland einmalig ist das Deutsche Höhlenmuseum im Iserlohner Ortsteil Untergrüne in unmittelbarer Nähe der Dechenhöhle.
Weitere Museen sind das Hemberg-Museum im Schulzentrum Hemberg der Stadt Iserlohn, das sich vor allem mit Archäologie und Paläontologie befasst, die Sammlung aus Städtereinigung und Entsorgung sowie das Ostdeutsche Museum.

### Galerien
Die Stadt Iserlohn betreibt die Städtische Galerie im von Scheiblerschen Haus sowie in der Villa Wessel Kunstausstellungen. Weiterhin finden häufig Ausstellungen in der Galerie des Parktheaters statt. Auch in der Kundenhalle der Hauptstelle der Sparkasse der Stadt Iserlohn wird regelmäßig Kunst ausgestellt.

### Musik
In Iserlohn ist der Jazzclub Henkelmann, einer der ältesten privaten deutschen Jazzclubs, der vom 1952 gegründeten „Hot Club Iserlohn“ betrieben wird, beheimatet. Im Henkelmann treten regelmäßig bekannte Jazzgruppen und -sänger auf.
Seit 1992 gehört das Iserlohner Gitarrensymposium mit seinem jährlich stattfindenden klassischen Gitarrenfestival zum festen Bestandteil der Iserlohner Musikkultur. Aufführungsorte sind das Parktheater Iserlohn, die Oberste Stadtkirche und seit dem Jahr 2008 Haus Villigst in Schwerte. International bekannte Gitarristen wie beispielsweise Eliot Fisk, Alvaro Pierri, Roland Dyens oder auch das Los Angeles Guitar Quartet gehörten im Laufe der Jahre zu den Teilnehmern.
Weitere musikalische Veranstaltungen sind die jährlich stattfindenden Iserlohner Herbsttage für Musik (mit internationalen Meisterkursen), der Iserlohner Orgelsommer, das internationale Liedermacher-Festival Wortklang, Jazz an den Kirchen sowie Rock im Barendorf (mehrmals jährlich) und das seit 1996 jährlich am Mittwoch vor Fronleichnam stattfindende Konzert des Wermingser Chores Outta Limits.
Regional und überregional bekannte Musiker aus Iserlohn sind der Rapper Caput, der Schlagersänger Sandy Wagner sowie die Bands Pee Wee Bluesgang, Leichenwetter, Halz Maul und spiel, Zoff und Luxuslärm. Nationale Bekanntheit erlangte die Show- und Marchingband Iserlohner Stadtmusikanten neben dem „Star-Wars-Hype“ 2016 beispielsweise durch den Gewinn des Titels „Deutscher Meister – Show“ beim Deutschen Musikfest 2019 unter Schirmherrschaft des Bundespräsidenten Frank-Walter Steinmeier.

### Natur

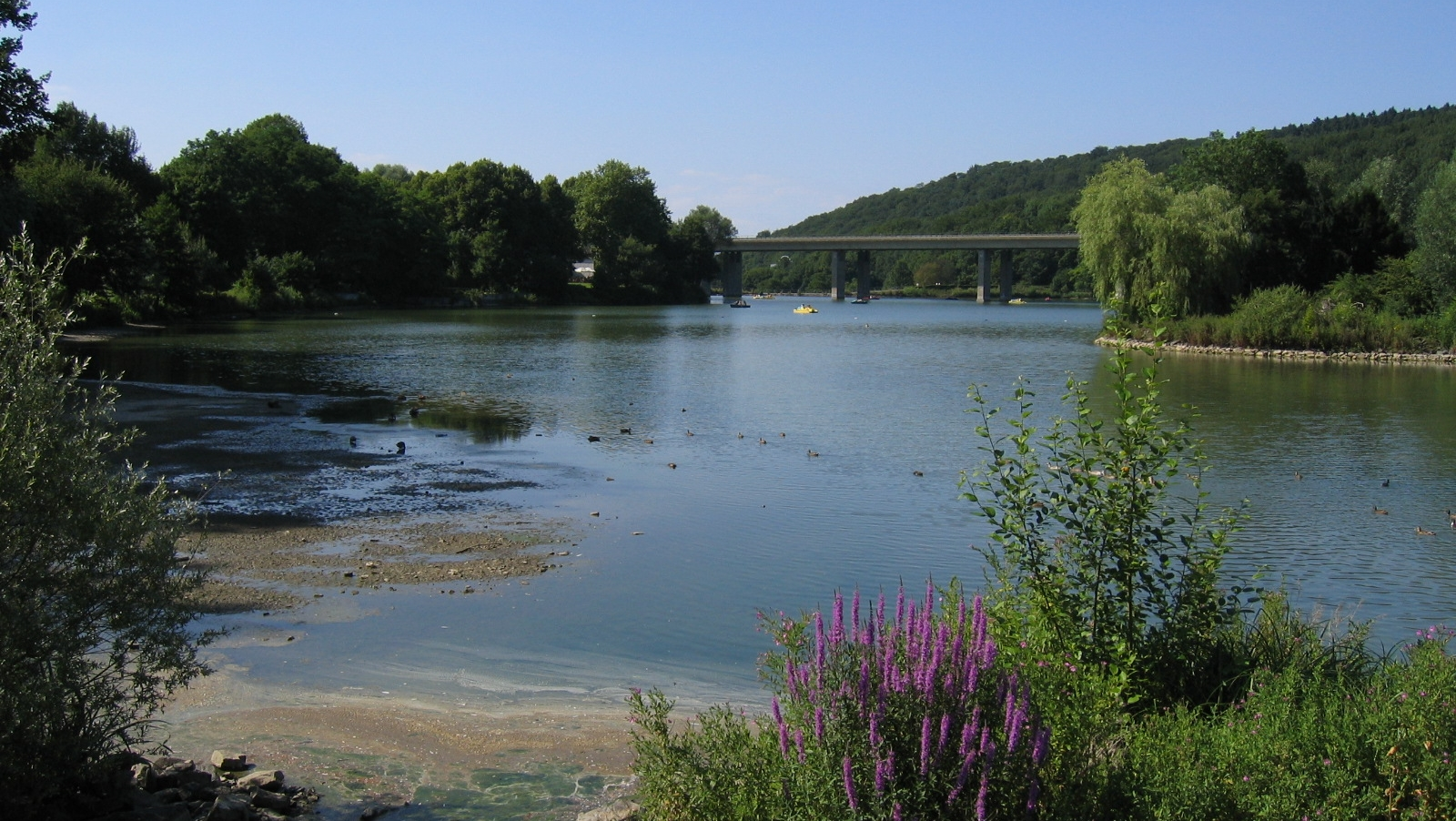
Seilersee

Eines der beliebtesten Ausflugsziele für Iserlohner ist der Seilersee. Er wurde am Anfang des 20. Jahrhunderts als Stausee eines kleinen Baches künstlich angelegt. In den 1970er Jahren wurde die Eissporthalle Iserlohn direkt ans Ufer gebaut, auch führt seitdem eine Autobahnbrücke der A 46 über den See zum bis heute vorläufigen Ende, dem nur ein Kilometer entfernten Anschluss Hemer. Spaziergänger und Jogger können den See komplett umrunden, der angrenzende Seilerwald ist bei Wanderern beliebt. Am Ufer befinden sich außerdem ein Fußballplatz, das städtische Hallenbad Seilerseebad (ein Sport- und Solebad mit Sauna) und das Freibad Schleddenhof. Ein Parkplatz nördlich des Fußballplatzes wird jährlich für die Oster-Kirmes genutzt. Dann findet mit Seilersee in Flammen auch immer das zweitgrößte Feuerwerk Nordrhein-Westfalens statt.
Ein weiterer, wenn auch weitaus kleinerer See ist der Rupenteich in der Nähe des Danzturms im Iserlohner Stadtwald. Der Stadtwald im Süden der Stadt weist Wanderwege von mehreren Kilometern Länge aus. Der Drahthandelsweg nach Altena erinnert mit Schautafeln an die Zeit der Drahtindustrie.
Seit November 2009 ist die ehemalige Bahntrasse zwischen Iserlohn und Hemer als Rad- und Fußweg wiedereröffnet. Die 3,1 Kilometer lange Strecke ist durchgängig asphaltiert und somit auch für Inline-Skater und Rollstuhlfahrer nutzbar. Der Weg führt vorbei an alten Industriedenkmälern, an Gärten sowie durch die grünen Wiesen auf dem Duloh und bietet im Bereich der Oberen Mühle einen außergewöhnlichen Blick auf die Iserlohner Altstadt.
Im Westen der Stadt befinden sich einige Höhlen im Kalkstein. Die bekannteste und einzig begehbare Tropfsteinhöhle ist die Dechenhöhle. Sie wurde 1868 beim Bau der Eisenbahnlinie Letmathe–Iserlohn entdeckt und mittlerweile von insgesamt gut zwölf Millionen Besuchern besichtigt.

### Sport

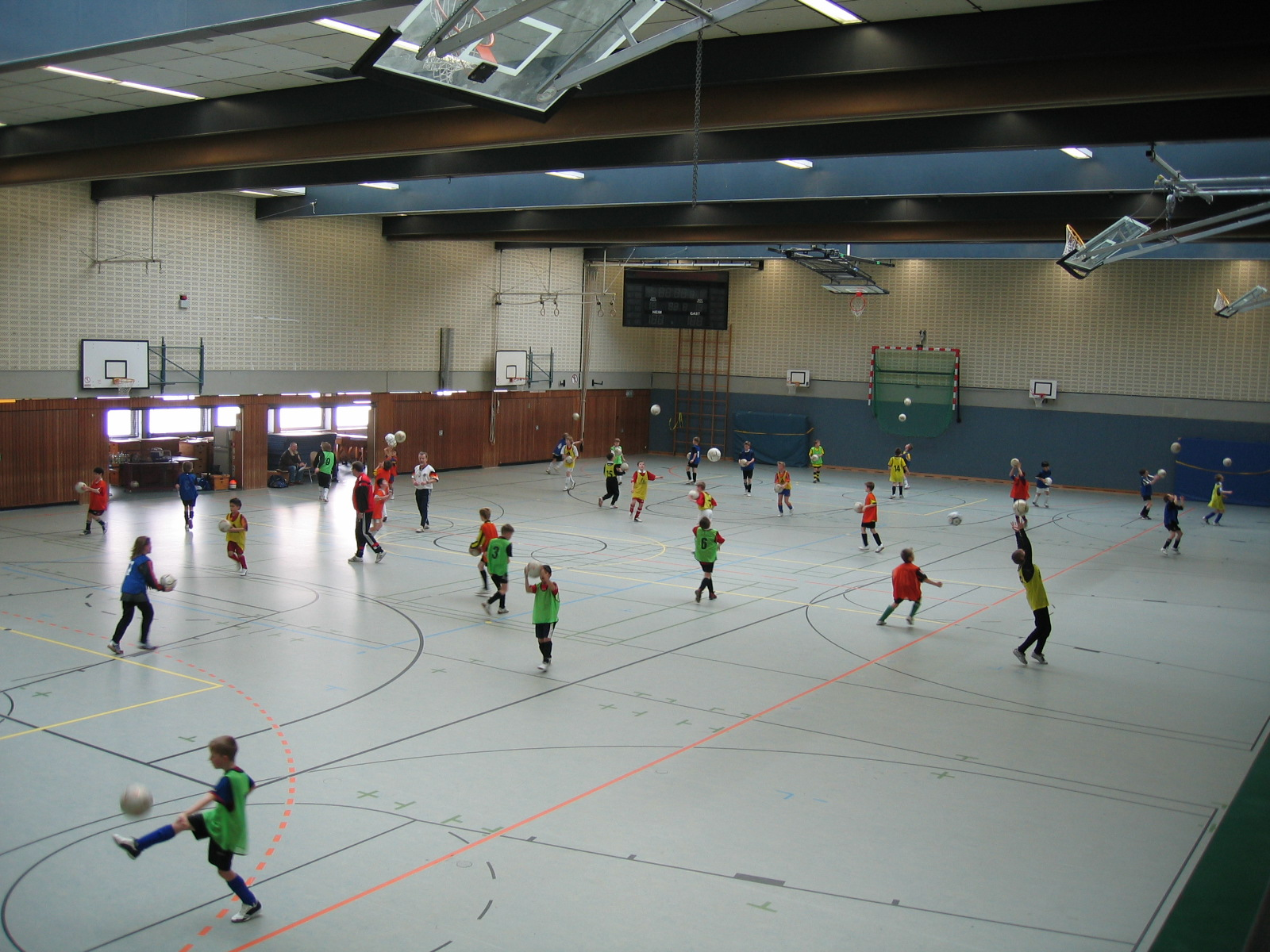
Alte, noch unrenovierte Hemberghalle

Zu den erfolgreichsten Sportarten in Iserlohn gehören Eishockey, Rollhockey, Inlineskaterhockey, Kegeln und Radball, in denen Iserlohner Mannschaften jeweils in der höchsten deutschen Spielklasse vertreten sind. Die Iserlohn Roosters spielen in der Deutschen Eishockey Liga. Die ERG Iserlohn tritt sowohl in der Rollhockey-Bundesliga der Herren als auch in der höchsten Spielklasse der Damen an. Deutsche Meisterschaften errang das Männerteam in den Jahren 1976, 1977, 1986, 2006, 2008, 2009, 2015, 2016 und 2017. 2009 gelang sogar erstmals der Gewinn des Doubles aus Meisterschaft und Pokal. Noch erfolgreicher sind die Sportlerinnen des Vereins. Die Mannschaft wurde 2011 ins Leben gerufen und in den Folgejahren ohne Unterbrechung Deutscher Meister und mit Ausnahme von 2013 auch jeweils deutscher Pokalsieger. Der Inlineskaterhockey-Verein I. H. Samurai Iserlohn wurde im Jahr 2013 deutscher Meister und in den Jahren 2015, 2017 und 2019 deutscher Pokalsieger. Der Verein spielt ebenso in der höchsten deutschen Spielklasse wie die Kegler der Keglervereinigung Blau Weiß Iserlohn-Letmathe e. V., deutscher Meister in der Sektion Schere in den Jahren 1997 und 2001, damals noch als Blau-Weiß Iserlohn. Im Radball vertreten Heiko Cordes und Daniel Endrowait vom R.C. Pfeil 07 die Stadt Iserlohn in der Bundesliga.
Der größte Iserlohner Sportverein ist die TuS Iserlohn 1846 e. V. mit zirka 3.300 Mitgliedern und damit einer der größten Sportvereine Südwestfalens. Seine Basketballabteilung Iserlohn Kangaroos nimmt in der Saison 2018/19 am Spielbetrieb der 2. Basketball-Bundesliga Pro B teil. Die 1. Volleyball-Herrenmannschaft spielt in der Oberliga.

Ebenfalls in der Oberliga spielt der SC Hennen als höchstklassiges weibliches Volleyballteam der Stadt Iserlohn.
2012 fusionierten die Sportfreunde Oestrich-Iserlohn und die Fußballer der TuS Iserlohn zum FC Iserlohn 46/49. Die 1. Männermannschaft des neuen Vereins trat anfangs in der Fußball-Landesliga an, seit 2016/17 in der höherklassigen Fußball-Westfalenliga (Verbandsliga). Die B-Juniorinnen des FCI üben ihren Sport in der Bundesliga West/Südwest aus. Der F. C. Borussia Dröschede spielt in der Landesliga Westfalen.
Der BSC Iserlohn widmet sich dem Bogenschießen und wurde 2006 Deutscher Meister. In der Handball-Landesliga ist Iserlohn in der Saison 2018/2019 mit dem Letmather TV vertreten.
In den Schwimmvereinen wird neben Schwimmen als Freizeitsport auch Schwimmsport und Wasserball angeboten. Die Wasserballer des SV Iserlohn 1895 nehmen mit einer C- und einer D-Jugend am Spielbetrieb teil. Die Senioren des Nachbarvereins ISSV kämpfen in der Oberliga um Punkte. Zusätzlich hat der ISSV eine B-, eine C- und eine D-Jugendmannschaft gemeldet.
Die Herrenmannschaft des Vereins TuS 46 Iserlohn spielte in der Saison 1950/51 in der Tischtennis-Oberliga, der damals höchsten deutschen Spielklasse.

### Veranstaltungen und Freizeit
Das Schützenwesen ist in Iserlohn stark ausgeprägt, und so gibt es diverse Schützenfeste in fast allen Stadtteilen. Das größte Schützenfest ist dasjenige des Iserlohner Bürgerschützenvereins (IBSV) auf der Alexanderhöhe, das als größtes Volksfest Südwestfalens gilt und im Kern ein verlängertes Wochenende dauert. Während des IBSV-Schützenfestes finden auch mehrere Umzüge durch die Innenstadt statt. Beim Hauptumzug am Sonntag säumen regelmäßig bis zu 40.000 Menschen die Straßen.
Gleichzeitig mit dem IBSV-Schützenfest zieht seit 1991 jährlich das vom Friedensplenum organisierte dreitägige Musikfestival „Friedensfest“ an der Bauernkirche die Menschen an. Seit 2001 veranstaltet die Schwul-lesbische Initiative Märkischer Kreis e. V. an einem Samstag Anfang September den „Christopher-Street-Day Märkischer Kreis“, ein schwul-lesbisches Straßenfest in der Innenstadt.
In jedem Jahr finden mehrere Kirmessen wie die Oster-Kirmes am Seilersee und die Kilian-Kirmes in Letmathe statt. Weitere Volksfeste sind das Brückenfest in Letmathe, das Waldstadtfest sowie „Iserlohn Kulinarisch“ in der Innenstadt. Die Konzertreihe „Rock in Barendorf“ bietet jährlich etwa sechs Konzerte mit verschiedenen Künstlern in Barendorf. In der Adventszeit haben sich mehrere Weihnachtsmärkte in Letmathe, in Barendorf und an der Bauernkirche etabliert.
Am Pfingstmontag ist es Tradition, um sechs Uhr in der Frühe zum Ballotsbrunnen zu wandern, dort dem Elfentanz zuzuschauen und Quellwasser zu trinken, dem heilende Wirkung zugesprochen wird. Entsprechend einer alten Sage lebt derjenige ein Jahr länger, der an diesem Tag von diesem Wasser trinkt.
Iserlohn verfügt über ein Multiplex-Kino mit 1274 Plätzen in sieben Sälen, Gastronomie und Freizeitflächen.

### Kulinarische Spezialitäten
Kulinarisch ist Iserlohn sauerländisch geprägt. Bekanntestes Produkt der Stadt war das Bier der Privatbrauerei Iserlohn, Iserlohner Pilsener, dessen Produktion 2014 eingestellt wurde. Seit 2016 wird ein neues Bier ähnlichen Geschmacks unter dem Namen Danztürmchen vertrieben, das in der Vormann Brauerei in Hagen gebraut wird. Weitere Spezialitäten entstammen Manufakturen für Senf (Thomas-Senf) und Schnaps (Lenninghausen).

## Wirtschaft und Infrastruktur

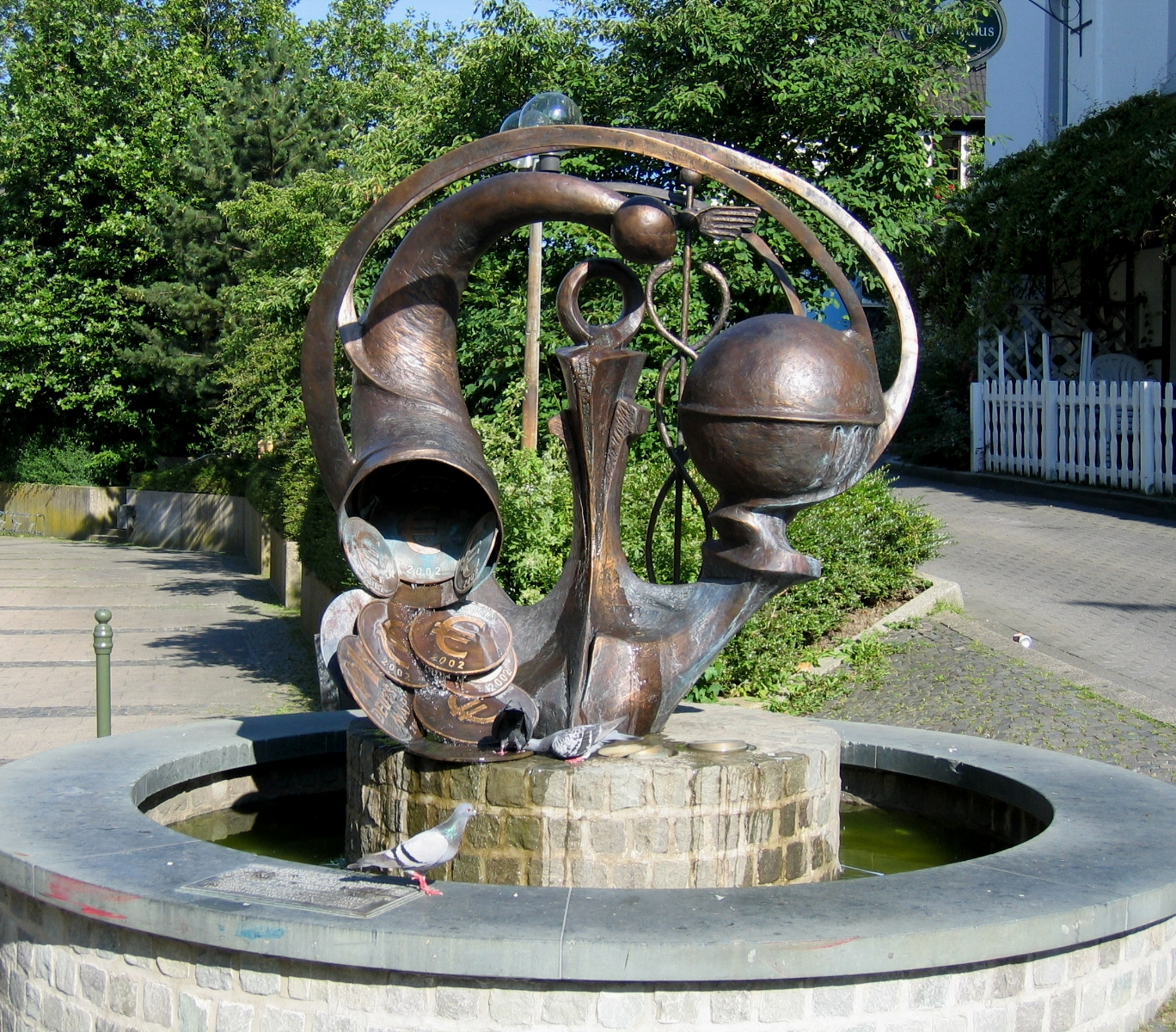
Harmoniebrunnen

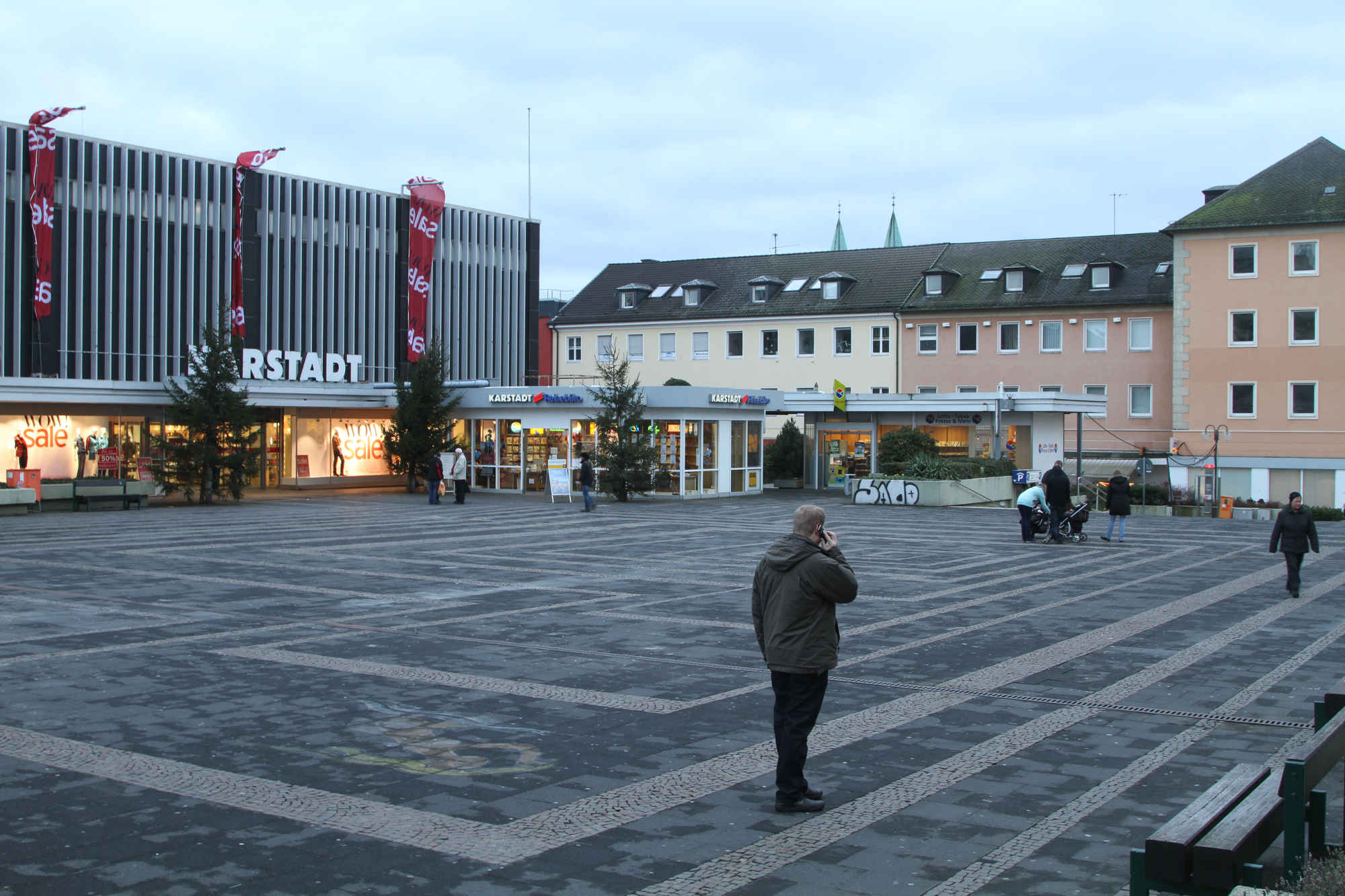
Schillerplatz mit Warenhaus Karstadt

### Wirtschaft
Seit dem Mittelalter wird Iserlohn von der Metallverarbeitung geprägt. In der Stadt wurden Rüstungen und später Draht hergestellt. Die Nadelherstellung entwickelte sich zum wichtigsten Gewerbe mit weltweitem Export. Zu Beginn des 19. Jahrhunderts war Iserlohn zusammen mit Altena und Lüdenscheid eines der wichtigsten metallverarbeitenden Gewerbezentren in Deutschland. Auch heute noch ist die Wirtschaft von der Eisen- und Metallerzeugung und Metallverarbeitung sowie einer überwiegend mittelständischen Betriebsstruktur gekennzeichnet.
Die wichtigsten Unternehmen in der Metallweiterverarbeitung sind die „Kettenwerke Thiele“ als größtes Kettenwerk Europas und die Kirchhoff Witte GmbH als ein bedeutender Automobilzulieferer. Im weitesten Sinn in diesem Bereich sind noch die Aloys F. Dornbracht GmbH & Co. KG (Armaturen) und die WILA Lichttechnik GmbH (Beleuchtungsanlagen) zu nennen. Traditionsreich ist auch die Herstellung von Bakelitprodukten bei Hexion (ehemals Momentive, ursprünglich Bakelite AG).
Im Bereich der Herstellung von Bürobedarf sind die Firmen Brause (Hersteller von Schreibfedern und Büromaterial) und Durable Hunke & Jochheim GmbH & Co. KG (Büroartikel) tätig. Die Hänsel Textil GmbH produziert als einziges deutsches Unternehmen Einlagestoffe für die Bekleidungsindustrie. Aus dem Gesundheitswesen sind das Unternehmen Medice (gegründet als chemisch-pharmazeutische Fabrik GmbH) als Arzneimittelhersteller und die „GGT Deutsche Gesellschaft für Gerontotechnik GmbH“ (Gesundheitstechnik) erwähnenswert. Auch die Entsorgungswirtschaft ist mit der Firma Lobbe Holding GmbH & Co. KG in der Stadt vertreten.
Eine lange Geschichte hat auch die Privatbrauerei Iserlohn. Nachdem diese Tochter des Konzerns Brau und Brunnen vor der Schließung gestanden hatte, wurde sie 2003 von drei Kaufleuten aus der Stadt übernommen und als Privatbrauerei weitergeführt. Ende 2013 meldete die Brauerei Insolvenz an und stellte nach Eröffnung des Insolvenzverfahrens zum 31. März 2014 den Betrieb ein.
Obwohl die Zahlen der Beschäftigten im tertiären Sektor unterdurchschnittlich sind, ist Iserlohn ein wichtiger Dienstleistungsstandort im Märkischen Kreis. Im Jahr 2006 waren in Iserlohn 29.149 Personen sozialversicherungspflichtig beschäftigt. Davon waren im verarbeitenden Gewerbe 11.210 Personen tätig. Im Bereich Energie, Wasser und Bau waren es 1.487, bei Dienstleistungen 12.288 und im Handel 3.982 Beschäftigte.
Wirtschaftsverbände und -initiativen
Iserlohn ist Sitz verschiedener Interessenverbände und Initiativen der Wirtschaft. Die Stadt ist Sitz des Arbeitgeberverbandes Ruhr-Lenne sowie der Kreishandwerkerschaft Märkischer Kreis. In Iserlohn besteht eine Gesellschaft für Wirtschaftsförderung, die Wirtschaftsinitiative Iserlohn, das Iserlohn City-Management e. V., der Kreis Junger Unternehmer Iserlohn e. V. sowie die Wirtschaftsinitiative Nord e. V.
Außerdem hat die Südwestfälische Industrie- und Handelskammer zu Hagen eine Geschäftsstelle in Iserlohn.

### Verkehr

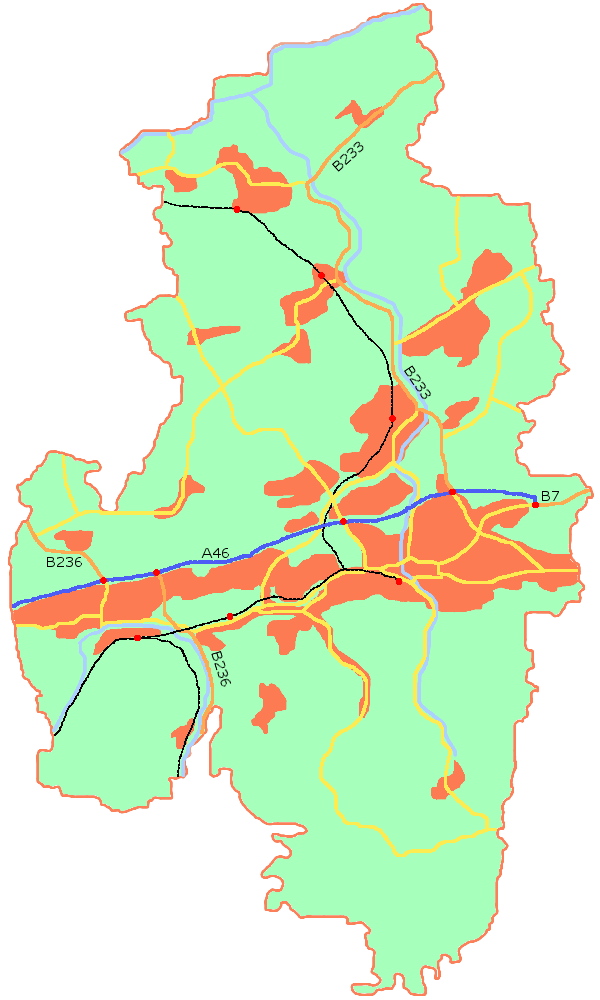
Verkehrsnetz

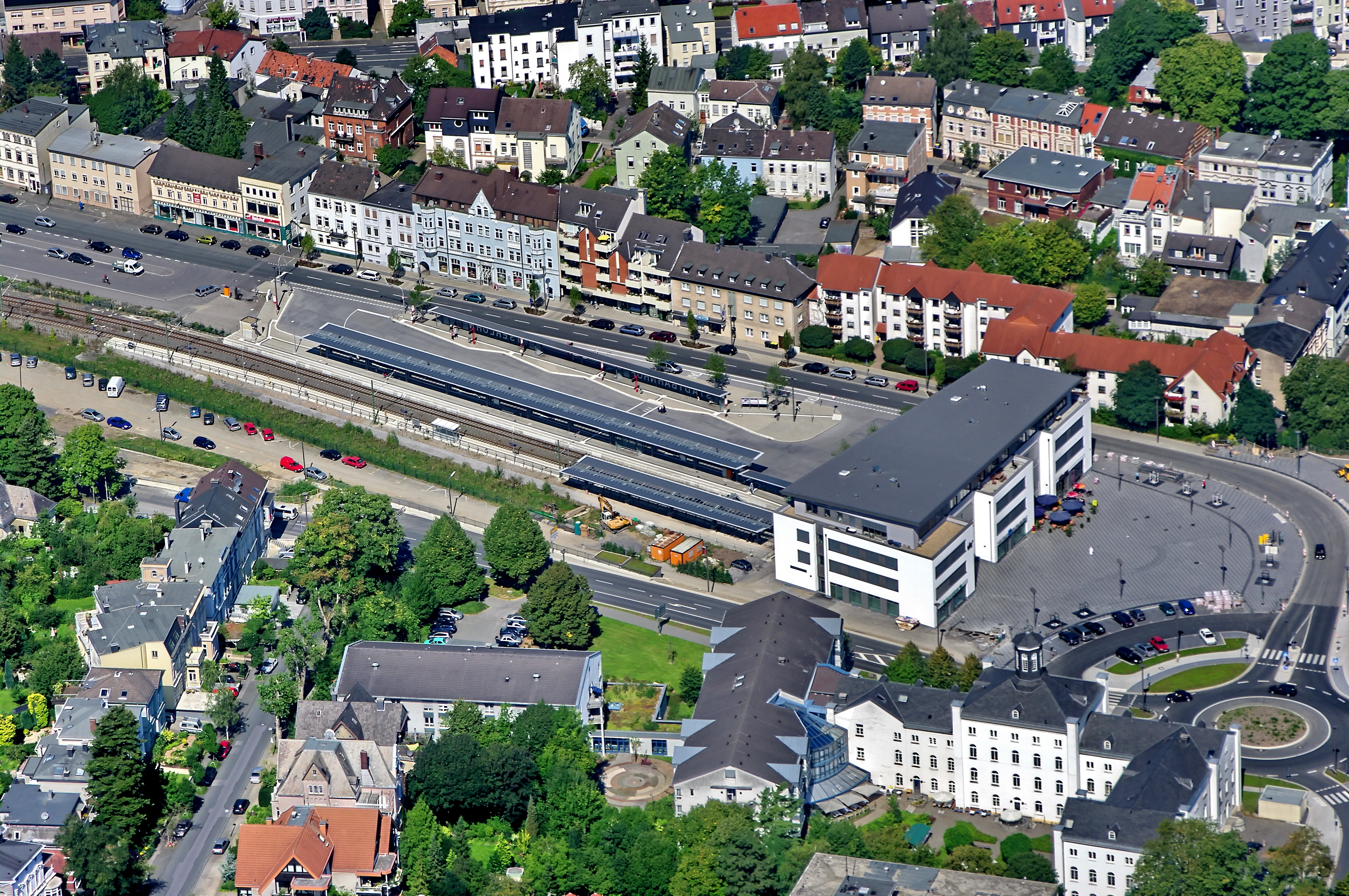
Übersicht über den neuen Stadtbahnhof (Luftbild 2008)

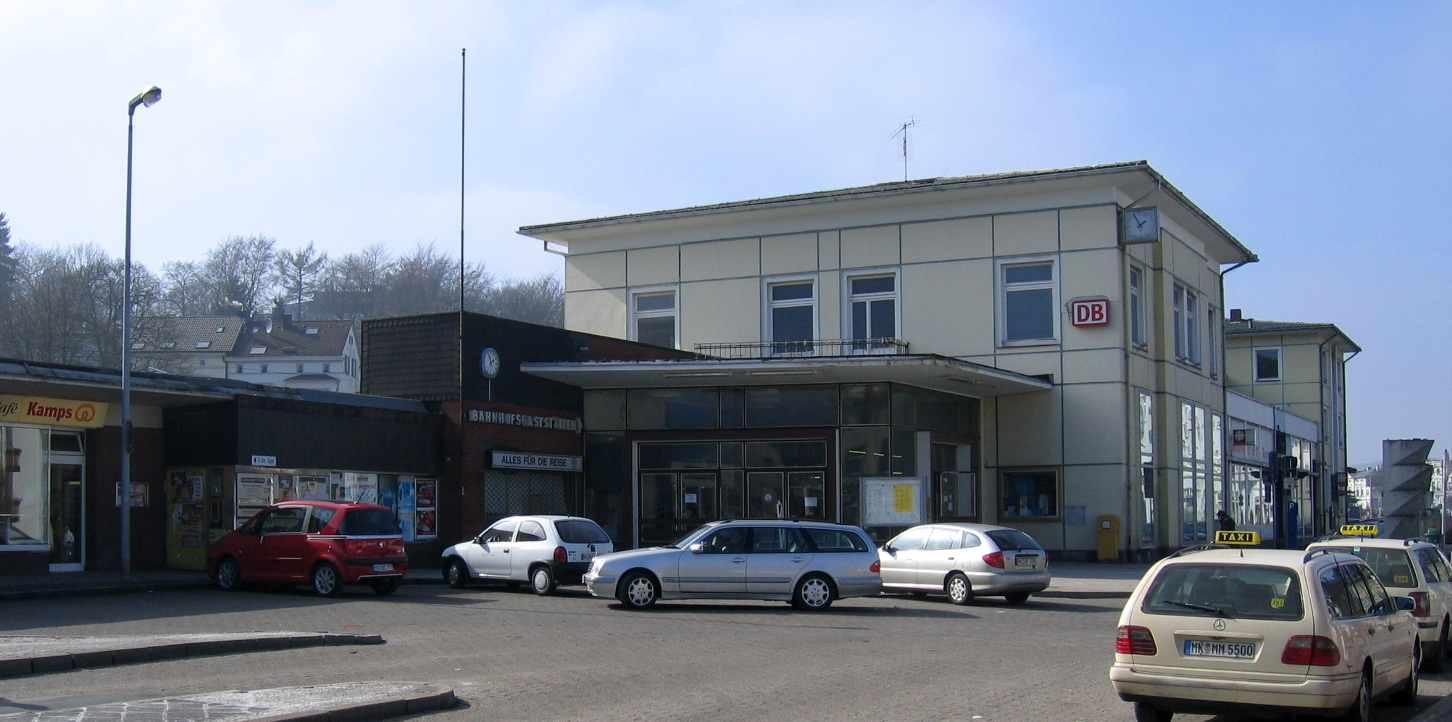
Bahnhofsvorplatz bis November 2006, Abriss erfolgte Ende 2006

Die verkehrliche Erschließung Iserlohns erfolgt über Schiene oder Straße. Das Straßennetz ist 527 km lang. Davon entfallen elf Kilometer auf Autobahnen (A 46 mit fünf Anschlussstellen), 16 km auf Bundesstraßen (B 7, B 233 und B 236) und 56 km auf mehrere Landesstraßen, siehe Liste der Landesstraßen im Regierungsbezirk Arnsberg.
Durch das Stadtgebiet verlaufen die Ruhr-Sieg-Strecke (Hagen–Iserlohn-Letmathe–Siegen), sowie die Bahnstrecken Iserlohn–Schwerte und Iserlohn-Letmathe–Fröndenberg. Letztere Strecke ist zwischen Letmathe und Menden stillgelegt und abgebaut.
Im Stadtgebiet gibt es heute sechs in Betrieb befindliche Bahnstationen.
In Iserlohn gibt es den Flugplatz Altena-Hegenscheid, das Segelfluggelände Iserlohn-Rheinermark und den Flugplatz Iserlohn-Sümmern. Der nächste Flughafen ist in Dortmund.
Lenne und Ruhr sind im Bereich der Stadt nicht schiffbar. Der nächste Binnenhafen ist der Hafen Dortmund.

### Medien
Es gibt zwei Tageszeitungen in Iserlohn. Die älteste und größte Zeitung ist der Iserlohner Kreisanzeiger und Zeitung. Weiterhin gibt es die Westfälische Rundschau, deren Lokalteil vollständig vom Iserlohner Kreisanzeiger und Zeitung übernommen wird. Das Anzeigenblatt Stadtspiegel ergänzt das Angebot.
Das Lokalradio Radio MK sendet im ganzen Märkischen Kreis und hat seinen Sitz in Iserlohn. Von der Landesanstalt für Medien ist Iserlohn der Sendestandort Nr. 69 (Frequenz 92,5) und dem Ortsteil Letmathe der Sendestandort Nr. 66 (Frequenz 90,8) zugewiesen.

### Öffentliche Einrichtungen

#### Gerichte und Behörden
Das Amtsgericht Iserlohn ist für die Städte Iserlohn und Hemer, das Arbeitsgericht Iserlohn ist für den gesamten Märkischen Kreis zuständig.
Iserlohn ist Sitz der Kreispolizeibehörde für den Märkischen Kreis. Weitere Dienststellen des Märkischen Kreises in Iserlohn sind das Gesundheitsamt, das Ausländeramt, das Veterinäramt und das Straßenverkehrsamt mit Kraftfahrzeug-Zulassungsstelle. Die Agentur für Arbeit Iserlohn ist für den gesamten Märkischen Kreis zuständig. Ferner ist die Stadt Sitz eines Finanzamtes.
Die Justizvollzugsanstalt Iserlohn ist eine derzeit außer Betrieb stehende Jugendstrafanstalt im Norden der Stadt, im Stadtteil Drüpplingsen. Die Anlage soll ab Ende 2025 rückgebaut und 2026 abgerissen werden. An gleicher Stelle soll bis 2029 eine Hafteinrichtung für Frauen und weibliche Jugendliche entstehen.

#### Gesundheitswesen
Das Bethanien Krankenhaus Iserlohn und das St. Elisabeth Hospital Iserlohn werden von der Kath. Kliniken im Märkischen Kreis gem. GmbH betrieben. Das dritte Krankenhaus, das Marienhospital als Mitglied der Märkische Kliniken GmbH, stellte am 1. November 2019 seinen Betrieb ein. In der Stadt ist eine Krankenpflegeschule am „Gesundheitscampus St. Elisabeth“ ansässig. Der Rettungsdienst in der Stadt wird durch die Berufsfeuerwehr mit personeller Unterstützung durch das Deutsche Rote Kreuz und den Malteser Hilfsdienst sichergestellt.

### Bildung und Wissenschaft

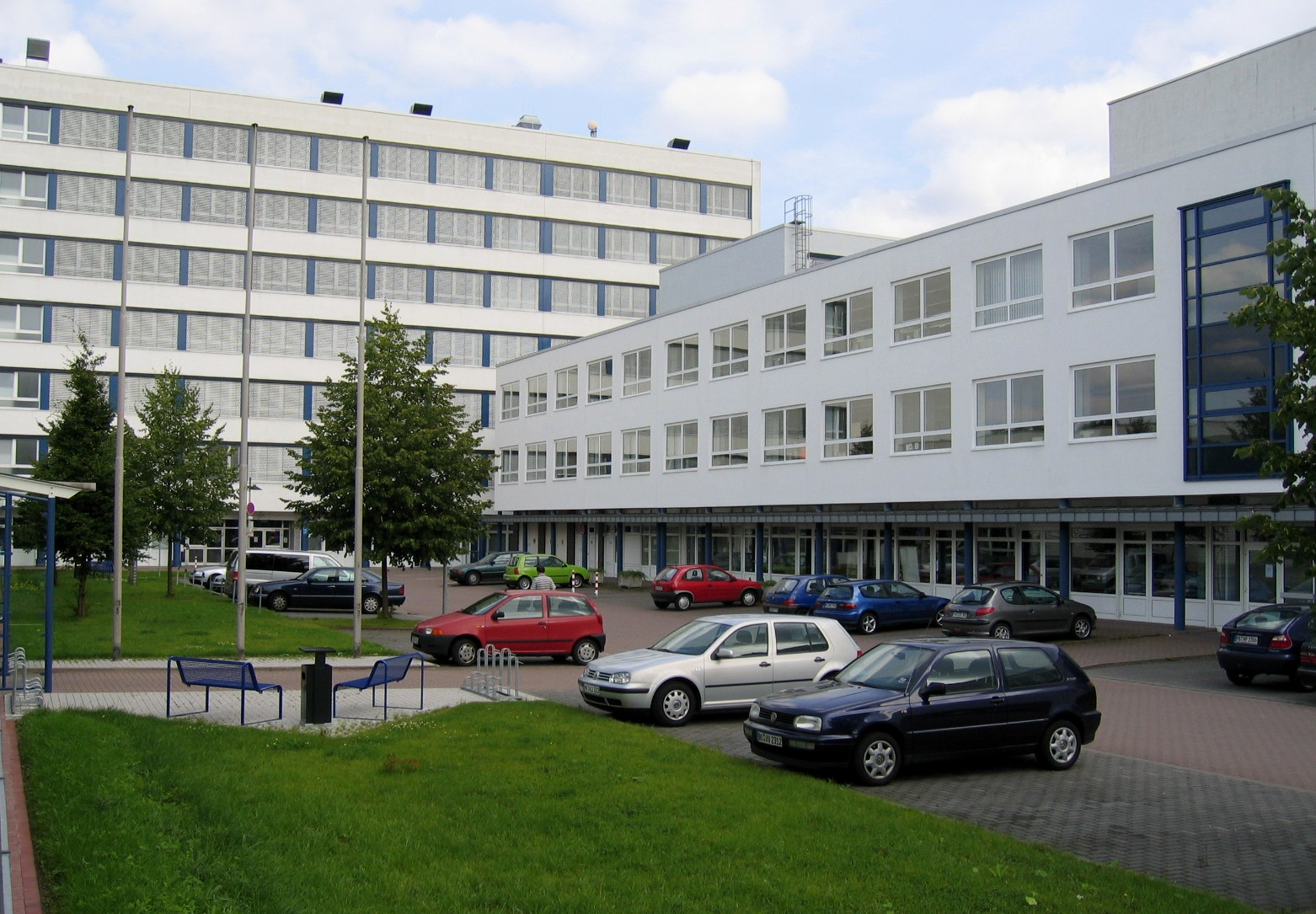
Fachhochschule Südwestfalen

Iserlohn ist Sitz der Fachhochschule Südwestfalen, die bis zum 31. Dezember 2001 „Märkische Fachhochschule“ hieß. Die staatlich anerkannte private Hochschule University of Applied Sciences Europe hat einen Standort in Iserlohn.
Im Sekundarbereich sind alle allgemeinbildenden Schulformen vertreten. Es gibt drei städtische Gymnasien (Märkisches Gymnasium, Gymnasium An der Stenner und Gymnasium Letmathe), zwei integrierte Gesamtschulen mit gymnasialer Oberstufe, zwei Real- und zwei Hauptschulen. Das seit 1999 in Iserlohn ansässige Privatgymnasium Iserlohn stellte 2022 seinen Betrieb ein.
Für den Primarbereich sind 14 Grundschulen vor Ort. Außerdem gibt es drei Förderschulen und eine Schule für Kranke.
Der beruflichen Bildung widmen sich das Theodor-Reuter-Berufskolleg Iserlohn als staatliche Berufsfachschule für Fertigungstechnik und Elektrotechnik in Trägerschaft des Landes Nordrhein-Westfalen, das Berufskolleg des Märkischen Kreises, das Berufsbildungszentrum der Kreishandwerkerschaft Märkischer Kreis e. V., das Bildungszentrum des Handels e. V., das Berufsfortbildungswerk des DGB, die Deutsche Angestellten-Akademie und die Friederike-Fliedner-Schule (evangelische Berufsfachschule für Sozial- und Gesundheitswesen).

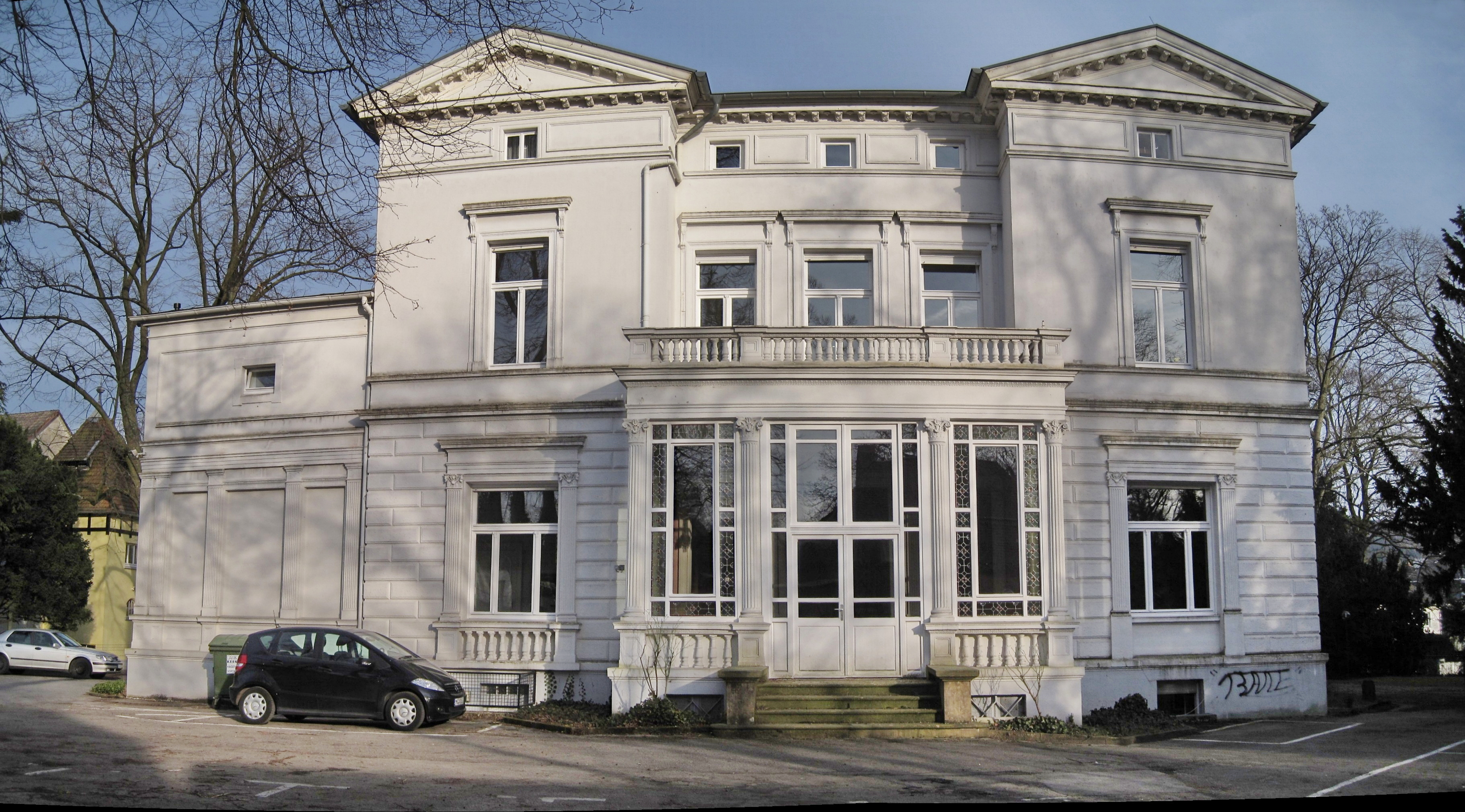
Städtische Musikschule

Die Stadt Iserlohn ist Trägerin einer Volkshochschule, der Stadtbücherei Iserlohn im Alten Rathaus, des Stadtarchivs und einer Musikschule. Die Varnhagensche Bibliothek ist eine historische Büchersammlung. Die Deutsche Abfallwirtschaftsbibliothek ist eine Fachbibliothek mit dem Thema Abfallbehandlung und Entsorgung. Das Floriansdorf der Stadt Iserlohn widmet sich als erstes deutsches Kinderbrandschutzzentrum dem vorbeugenden Brandschutz.
Weitere Bildungseinrichtungen sind die Jugendkunstschule Iserlohn und eine staatlich anerkannte Schule für Physiotherapie.

## Persönlichkeiten

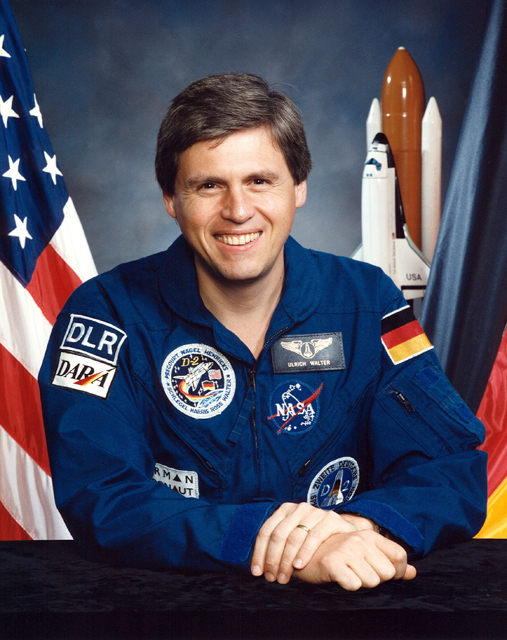
Ulrich Walter

Wichtige Persönlichkeiten Iserlohns kommen aus verschiedenen gesellschaftlichen Bereichen. Zu nennen ist der Lehrer und spätere Ehrenbürger Ernst Danz, der den Stadtwald aufforstete und nach dem das Iserlohner Wahrzeichen, der Danzturm, benannt wurde. Ein umstrittener Ehrenbürger ist der Lehrer und Schriftsteller Fritz Kühn, der Mitglied der NSDAP war und nach dem ein Platz in Iserlohn benannt wurde.
Bekannte Unternehmer, die in Iserlohn geboren wurden, waren Theodor Müllensiefen, Friedrich Soennecken und Hermann Diedrich Piepenstock. Ein bekannter Künstler war Wilhelm Wessel. Zu Ehren dieser Personen wurden Straßen oder Gebäude nach ihnen benannt. Außerdem bekannt ist der Künstler Ernst Dossmann.
In jüngster Zeit sind der Iserlohner Kabarettist Jochen Busse und der Astronaut Ulrich Walter bekannt geworden.

## Sonstiges
Das Glockenspiel am Unnaer Platz spielt das Westfalenlied, das Emil Rittershaus 1869 im ehemaligen „Gasthof zur Post“ komponierte.
Aufgrund des historischen Hintergrunds als Festungsstadt wurde der Name Iserlohn für eine Festung in den japanischen Romanen Ginga Eiyū Densetsu (銀河英雄伝説) von Yoshiki Tanaka und der gleichnamigen Animeserie gewählt.